# Villepreux
Pour les articles homonymes, voir Villepreux (homonymie).
Villepreux est une commune française située dans le département des Yvelines en région Île-de-France, en France, située à environ 20 kilomètres au sud-ouest de Paris, au cœur de la plaine de Versailles.
Ses habitants sont appelés les Villepreusiens.

## Géographie

### Localisation
Villepreux se trouve à environ 9 km à l'ouest de Versailles, dans la plaine de Versailles dans le prolongement de la perspective des jardins de Versailles, telle que dessinée par André Le Nôtre, pratiquement dans l'axe de la perspective du Grand Canal (un axe qui correspond à l'Allée royale de Villepreux) même si cet axe a été quelque peu oublié après la Révolution de 1789 et le déménagement à Paris de la famille royale.
La commune est localisée à 24 kilomètres à l'ouest de la cathédrale Notre-Dame de Paris, point zéro des routes de France, et à 18 kilomètres au sud-ouest de la porte de Saint-Cloud.

### Communes limitrophes
Les communes limitrophes sont Saint-Nom-la-Bretèche au nord, Noisy-le-Roi au nord-est sur environ 800 m, Rennemoulin à l'est, Fontenay-le-Fleury au sud-est, Bois-d'Arcy au sud, Les Clayes-sous-Bois au sud-ouest et Chavenay au nord-ouest.

### Géologie et relief
Le territoire communal, au relief peu accentué, est marqué dans sa partie nord par la dépression de la vallée du ru de Gally, et de ses affluents, le ru de l'Oisemont et le ru de l'Arcy.
L’essentiel de la commune est implanté dans un terrain géologique de sables et de grès, caractéristique de la vallée du ru de Gally, à une altitude variant entre 100 et 115 m d’altitude.
L’ancien château et la ferme de Val Joyeux sont sur les versants sud de la vallée, à une altitude un peu plus haute (au-dessus de 127 mètres), avec un terrain différent : des marnes et des gypses du Bartonien.

### Hydrologie
La commune est traversée par plusieurs cours d’eau dont notamment le ru de Gally, dont la vallée est au cœur de la plaine de Versailles, et le ru de l’Arcy, qui alimente les plans d’eau autour du château. Elle est également traversée dans sa partie sud-est (Val Joyeux) par l'aqueduc de l'Avre, ouvrage souterrain qui alimente Paris grâce au réservoir de Saint-Cloud.

### Climat
Pour des articles plus généraux, voir Climat de l'Île-de-France et Climat des Yvelines.
En 2010, le climat de la commune est de type climat océanique dégradé des plaines du Centre et du Nord, selon une étude du CNRS s'appuyant sur une série de données couvrant la période 1971-2000. En 2020, Météo-France publie une typologie des climats de la France métropolitaine dans laquelle la commune est dans une zone de transition entre le climat océanique et le climat océanique altéré et est dans la région climatique Sud-ouest du bassin Parisien, caractérisée par une faible pluviométrie, notamment au printemps (120 à 150 mm) et un hiver froid (3,5 °C).
Pour la période 1971-2000, la température annuelle moyenne est de 11,2 °C, avec une amplitude thermique annuelle de 14,8 °C. Le cumul annuel moyen de précipitations est de 659 mm, avec 10,8 jours de précipitations en janvier et 7,9 jours en juillet. Pour la période 1991-2020, la température moyenne annuelle observée sur la station météorologique la plus proche, située sur la commune de Trappes à 6 km à vol d'oiseau, est de 11,6 °C et le cumul annuel moyen de précipitations est de 686,3 mm,. Pour l'avenir, les paramètres climatiques de la commune estimés pour 2050 selon différents scénarios d'émission de gaz à effet de serre sont consultables sur un site dédié publié par Météo-France en novembre 2022.

### Voies de communications et transports

#### Réseau routier

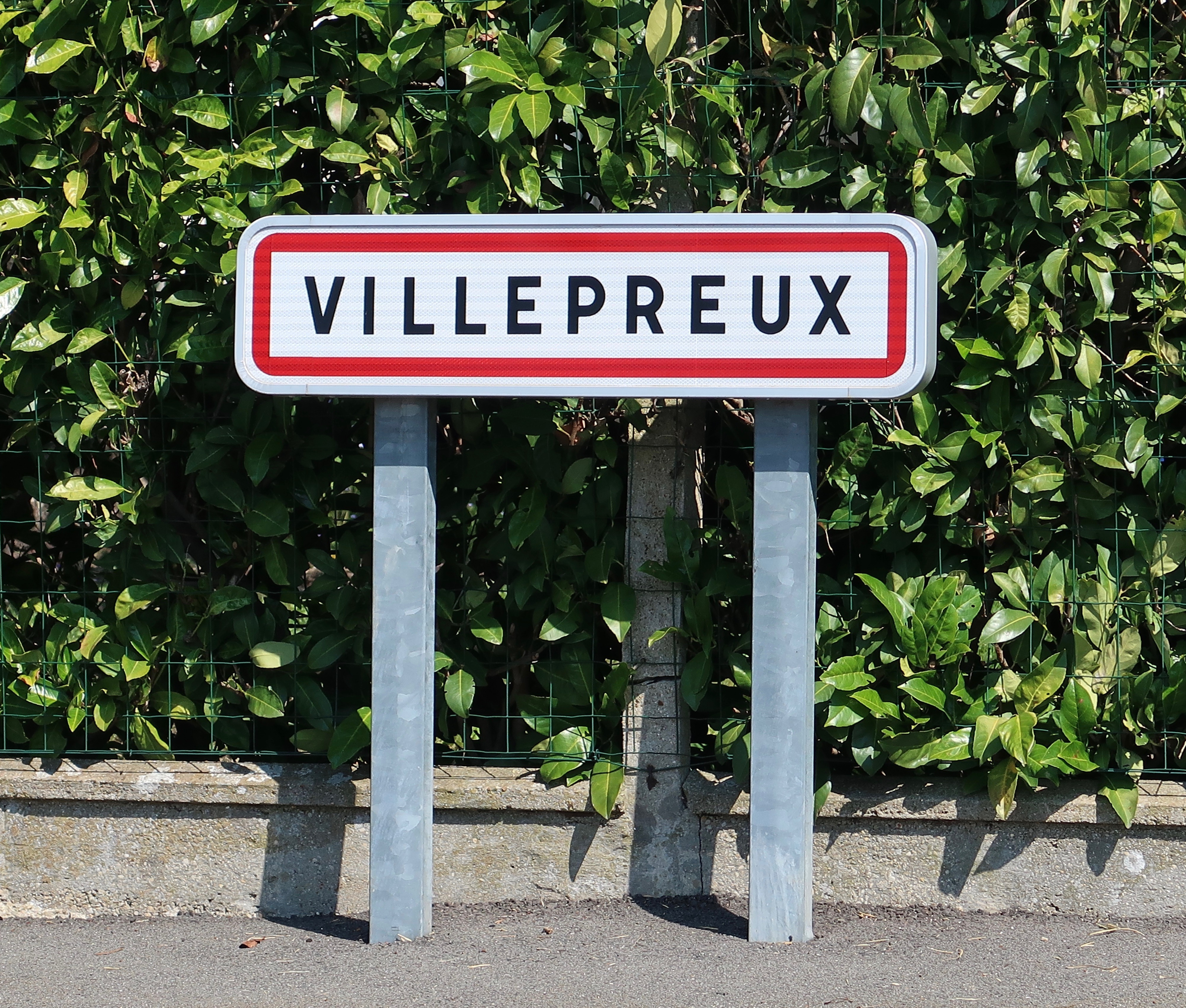
Plaque d'entrée.

La commune est desservie par deux axes routiers principaux : 
- la route départementale 11 d'orientation est-ouest qui relie Saint-Cyr-l'École à Septeuil et traverse la commune dans sa limite sud, pratiquement parallèlement à la voie ferrée,
- et la route départementale 98 d'orientation nord-sud, venant de Saint-Germain-en-Laye.

#### Transports en commun
- La ville est desservie par la gare de Villepreux - Les Clayes, sur la ligne N du Transilien, située aux Clayes-sous-Bois, en limite communale de Villepreux. La ligne effectue les liaisons entre les gares de Paris-Montparnasse, de Versailles - Chantiers, de Plaisir-Grignon et de Mantes-la-Jolie. La gare est située sur la ligne de Saint-Cyr à Surdon (correspondant à une partie de la ligne de Paris à Granville).

Cette ligne SNCF coupe quasiment en deux la ville en isolant le quartier du Val Joyeux, qui se retrouve ainsi davantage lié aux Clayes-sous-Bois qu'à Villepreux même.
- Le réseau de bus de Saint-Quentin-en-Yvelines effectue des liaisons avec quatre lignes de bus qui relient la gare de Villepreux au reste de la ville et aux communes alentour. Il s'agit des lignes 20 (ligne reliant Les Clayes-sous-Bois à la gare de Noisy-le-Roi, 42 (ligne reliant Villepreux aux Clayes-sous-Bois), 44 (ligne reliant la gare de Plaisir-Grignon à la gare de Versailles-Château-Rive-Gauche), 45 (ligne reliant Villepreux à Chavenay)
- Le réseau de bus Centre et Sud Yvelines dessert Villepreux par les lignes 23 (ligne reliant Villepreux à la gare de Saint-Germain-en-Laye), 27 (ligne reliant le lycée international de Saint-Germain-en-Laye à Bailly), 172 (ligne reliant Noisy-le-Roi à Crespières) et FA (ligne reliant Buc à Saint-Nom-la-Bretèche).

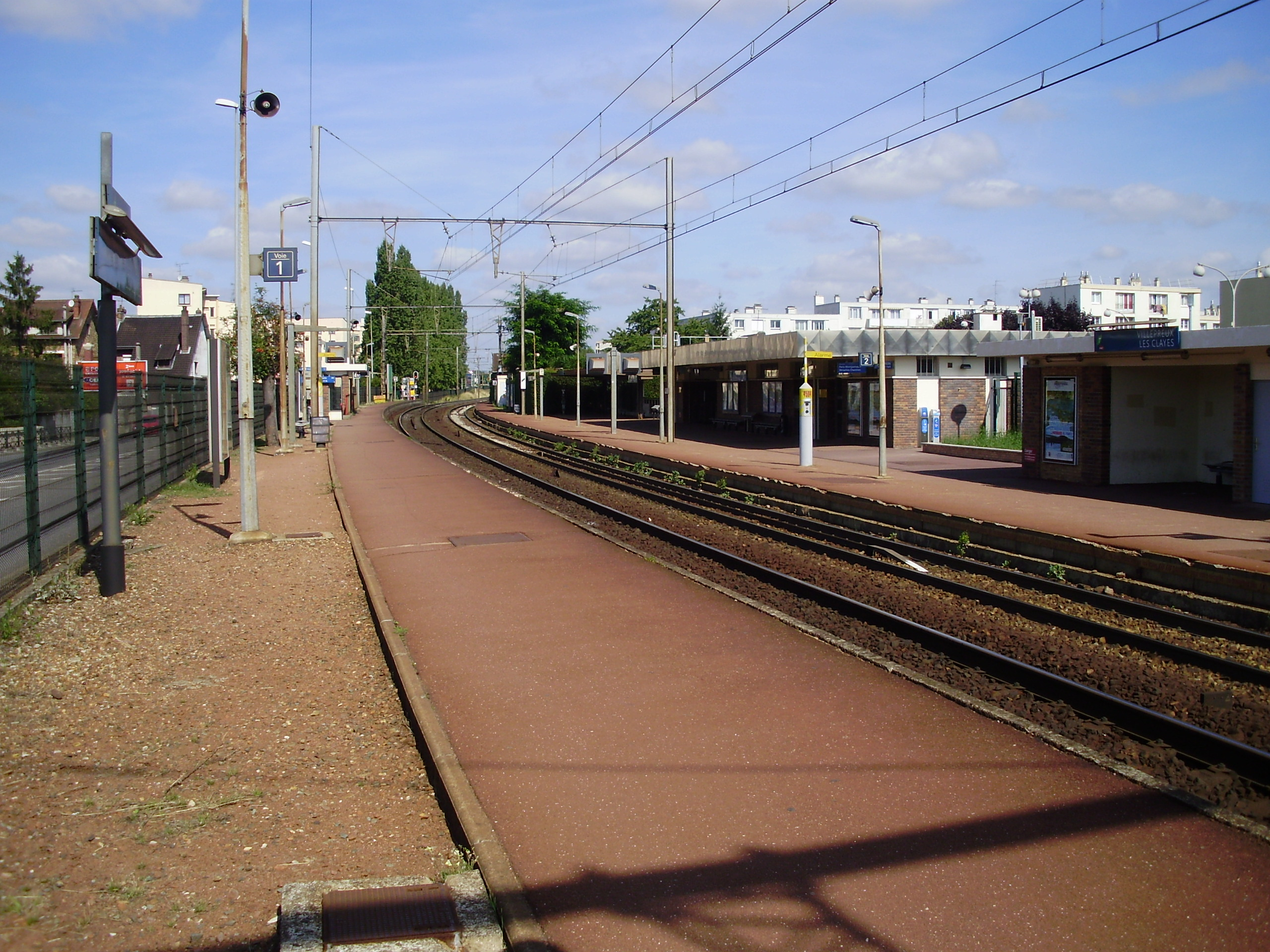
La gare de Villepreux - Les Clayes.
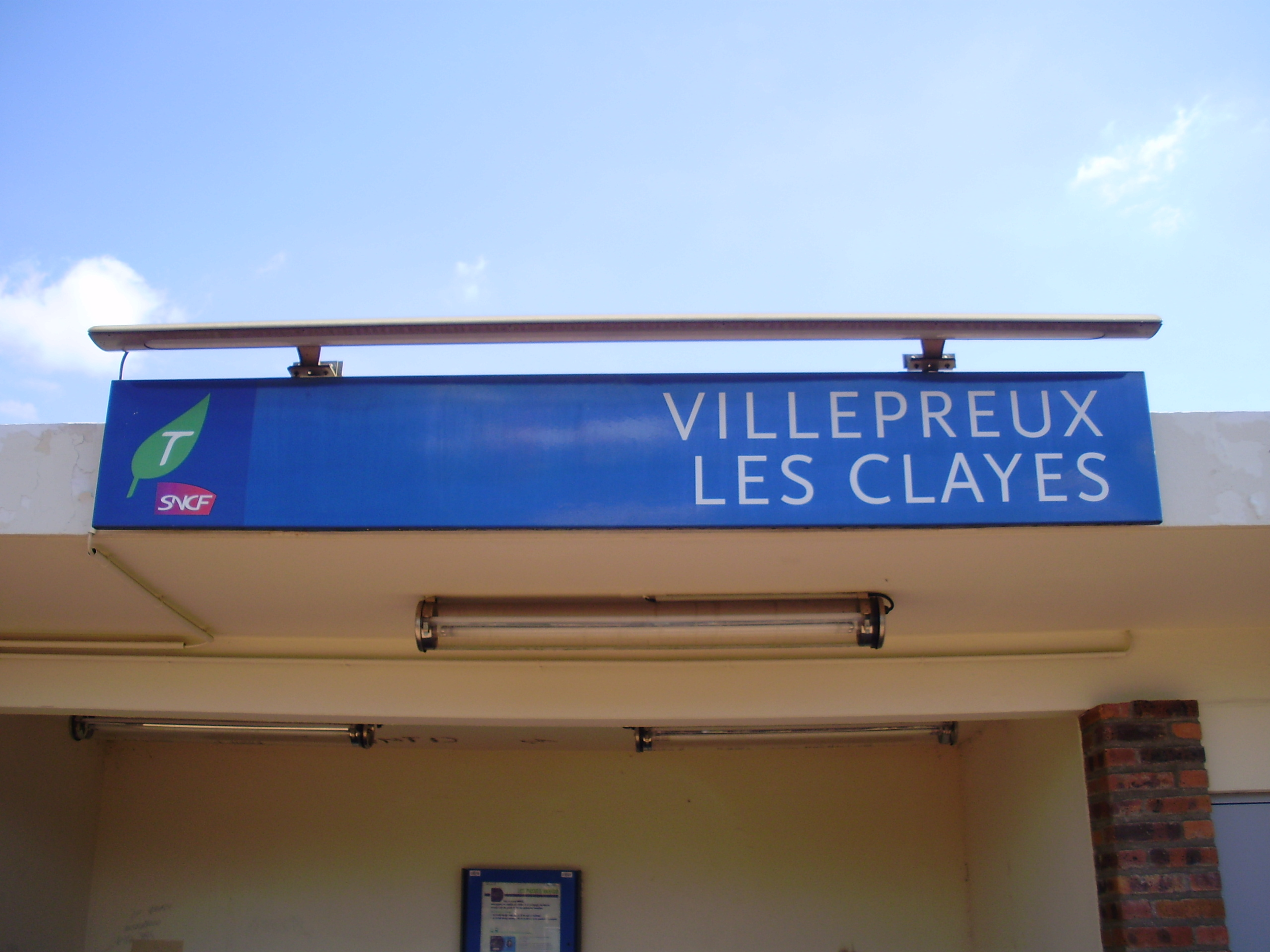
Panneau en gare.
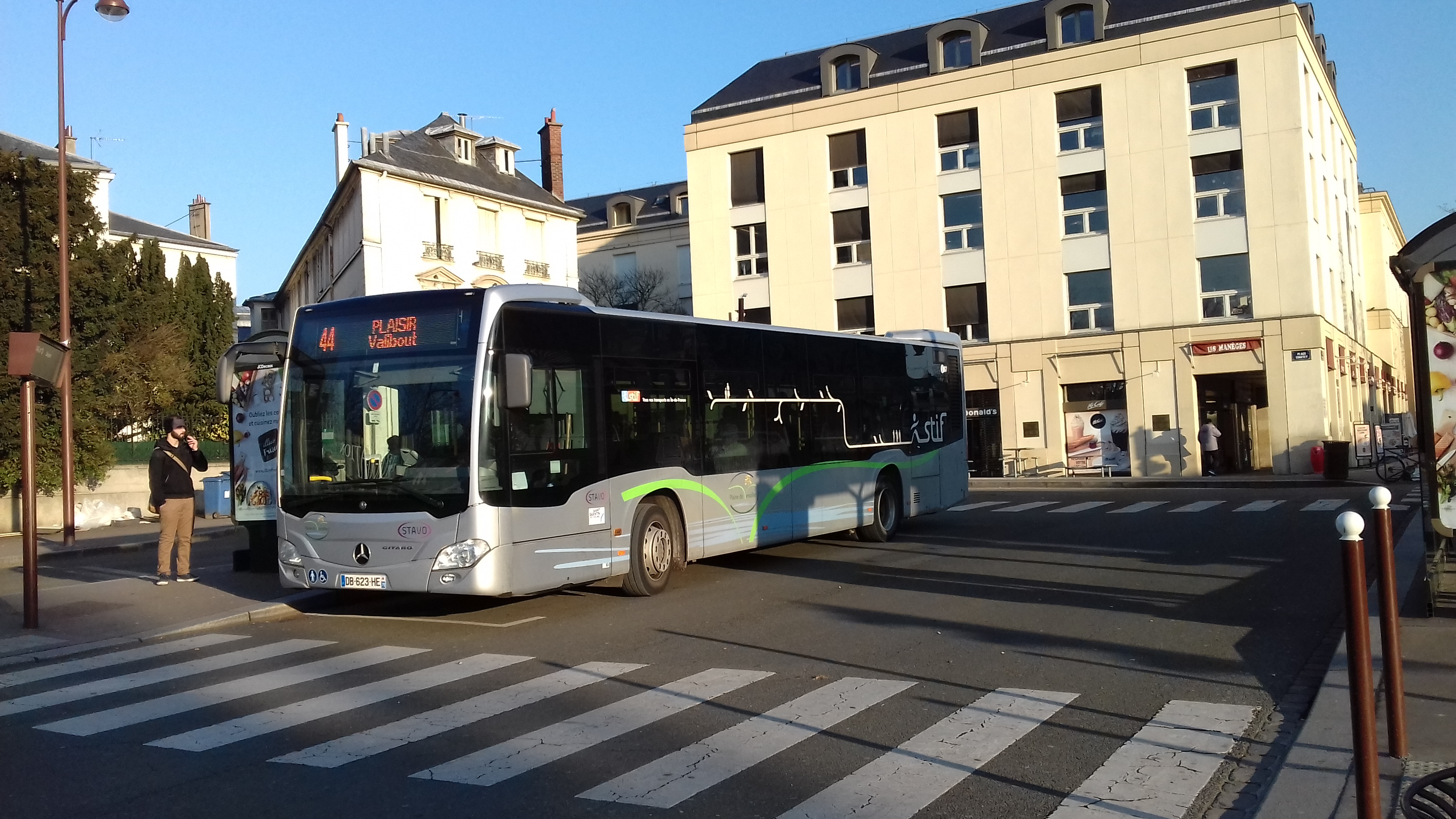
Ligne 44.
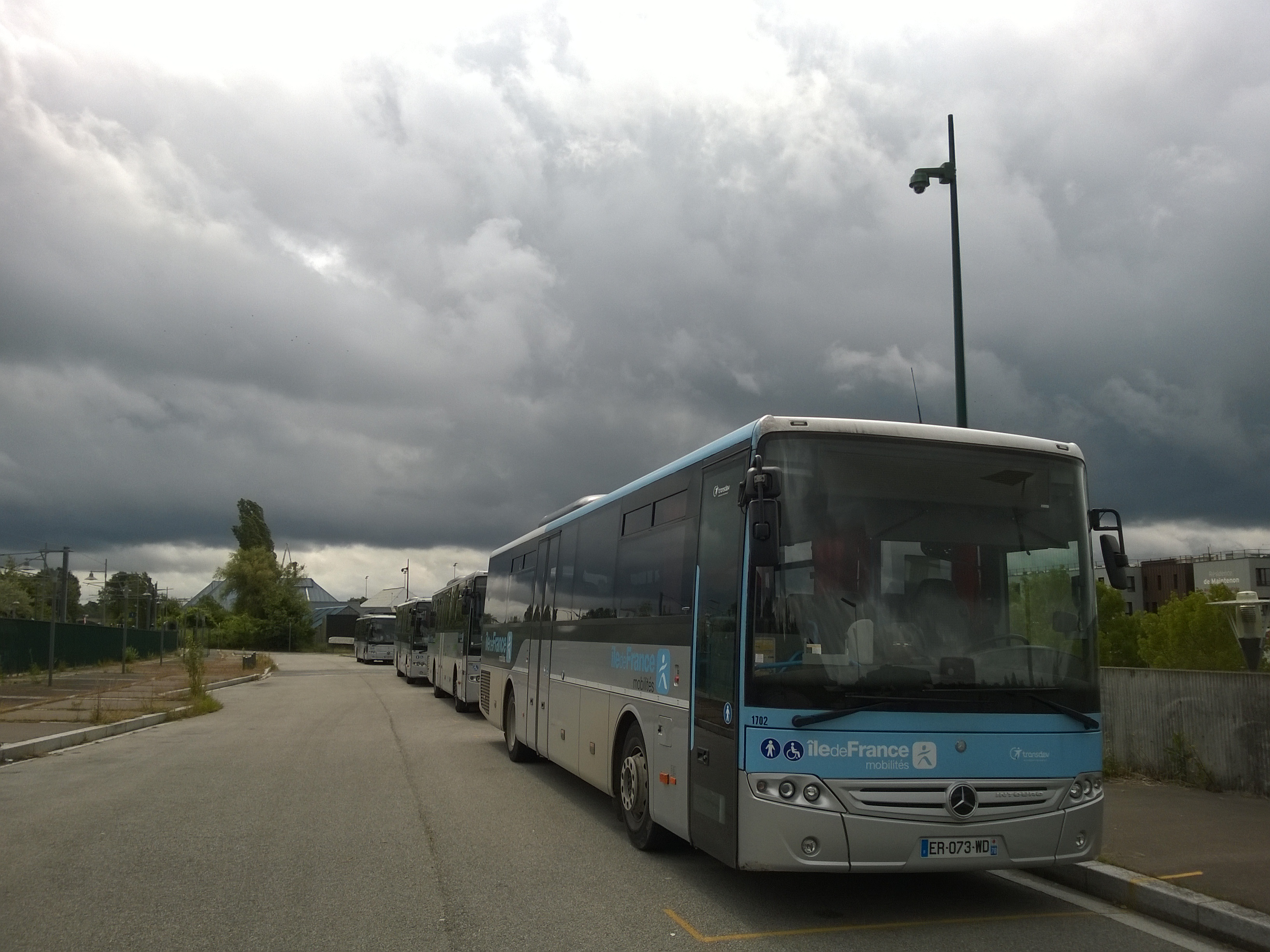
Ligne de l'Établissement Transdev d'Ecquevilly.

## Urbanisme

### Typologie
Au 1er janvier 2024, Villepreux est catégorisée grand centre urbain, selon la nouvelle grille communale de densité à sept niveaux définie par l'Insee en 2022.
Elle appartient à l'unité urbaine de Paris, une agglomération inter-départementale regroupant 407  communes, dont elle est une commune de la banlieue,,. Par ailleurs la commune fait partie de l'aire d'attraction de Paris, dont elle est une commune du pôle principal,. Cette aire regroupe 1 929 communes,.

### Occupation des sols
Le tableau ci-dessous présente l'occupation des sols de la commune en 2018, telle qu'elle ressort de la base de données européenne d’occupation biophysique des sols Corine Land Cover (CLC).
| Type d’occupation                           | Pourcentage | Superficie (en hectares) |
| ------------------------------------------- | ----------- | ------------------------ |
| Tissu urbain discontinu                     | 18,9 %      | 197                      |
| Espaces verts urbains                       | 6,9 %       | 71,5                     |
| Équipements sportifs et de loisirs          | 0,6 %       | 6                        |
| Terres arables hors périmètres d'irrigation | 69,2 %      | 721,5                    |
| Forêts de feuillus                          | 4,4 %       | 46                       |
| Source : Corine Land Cover                  |             |                          |

### Morphologie urbaine
L’habitat de la commune de Villepreux comprend à la fois un noyau villageois ancien, témoin de l'histoire de la commune, et des zones bâties plus récemment, dans la seconde moitié du XXe siècle.
Le territoire communal est encore essentiellement rural. L'urbanisation s'est développée dans la partie sud, en proximité des Clayes-sous-Bois dans le secteur desservi par la voie ferrée venant de Paris et Versailles.
Villepreux présente plusieurs facettes : tout d'abord un cœur de village historique établi autour du château du XVIIIe siècle construit par la famille Francini et appartenant de nos jours à la famille des comtes de Saint-Seine.
C'est ensuite des zones bâties plus récemment, dans la seconde moitié du XXe siècle, plus au sud, vers la gare SNCF, le quartier de la Haie-Bergerie, lotissement créé par Jacques Riboud et son architecte Roland Prédiéri — qui devient ensuite maire — au début des années 1960. Les maisons mitoyennes ont depuis été réhabilitées par de nouvelles générations de propriétaires.
C'est aussi, à l'ouest, un nouveau pôle appelé Trianon, près du quartier de la Pointe-à-l'Ange, aménagé en pavillons-immeubles de qualité en bordure des champs, à la limite du territoire communal de Chavenay.
C'est également le quartier du Val Joyeux, un lotissement de 400 pavillons, datant de l'après-guerre, ainsi qu'une petite résidence plus récente de pavillons et d'appartements en lisière de la forêt de Bois-d'Arcy.
Le centre-ville s'est déplacé du vieux village vers les quartiers nouveaux.

### Occupation des sols simplifiée
Le territoire de la commune se compose en 2017 de 73,45 % d'espaces agricoles, forestiers et naturels, 6,88 % d'espaces ouverts artificialisés et 19,67 % d'espaces construits artificialisés

## Toponymie
Le nom de la localité est attesté sous la forme Villa Perosa en 1030, Villa Pirorum en 1094,, Villaperor en 1108, Villeperose en 1164, Villa Pirosa vers 1205,, Villa Pero ou Villaperor en 1259, Ville Pereur en 1295, Villa Petrosa en 1352.
Il s'agirait d'une formation toponymique médiévale en ville- au sens ancien de « village », suivi d'un dérivé en -osa du latin petra> pierre, c'est-à-dire ancien français perreuse, refait plus tardivement en pierreuse (cf. Landepéreuse), d'où le sens global de « village pierreux ». La forme du second élément -preux est liée à l'attraction de l'ancien français preu « vaillant, bon ».
La première mention écrite sur Villepreux remonte à une charte de Charles le Chauve, en 856, et rédigée à l'occasion d'un échange de terres entre les abbayes de Saint-Maur-des-Fossés et de Saint-Germain-des-Prés.

## Histoire

### Origines

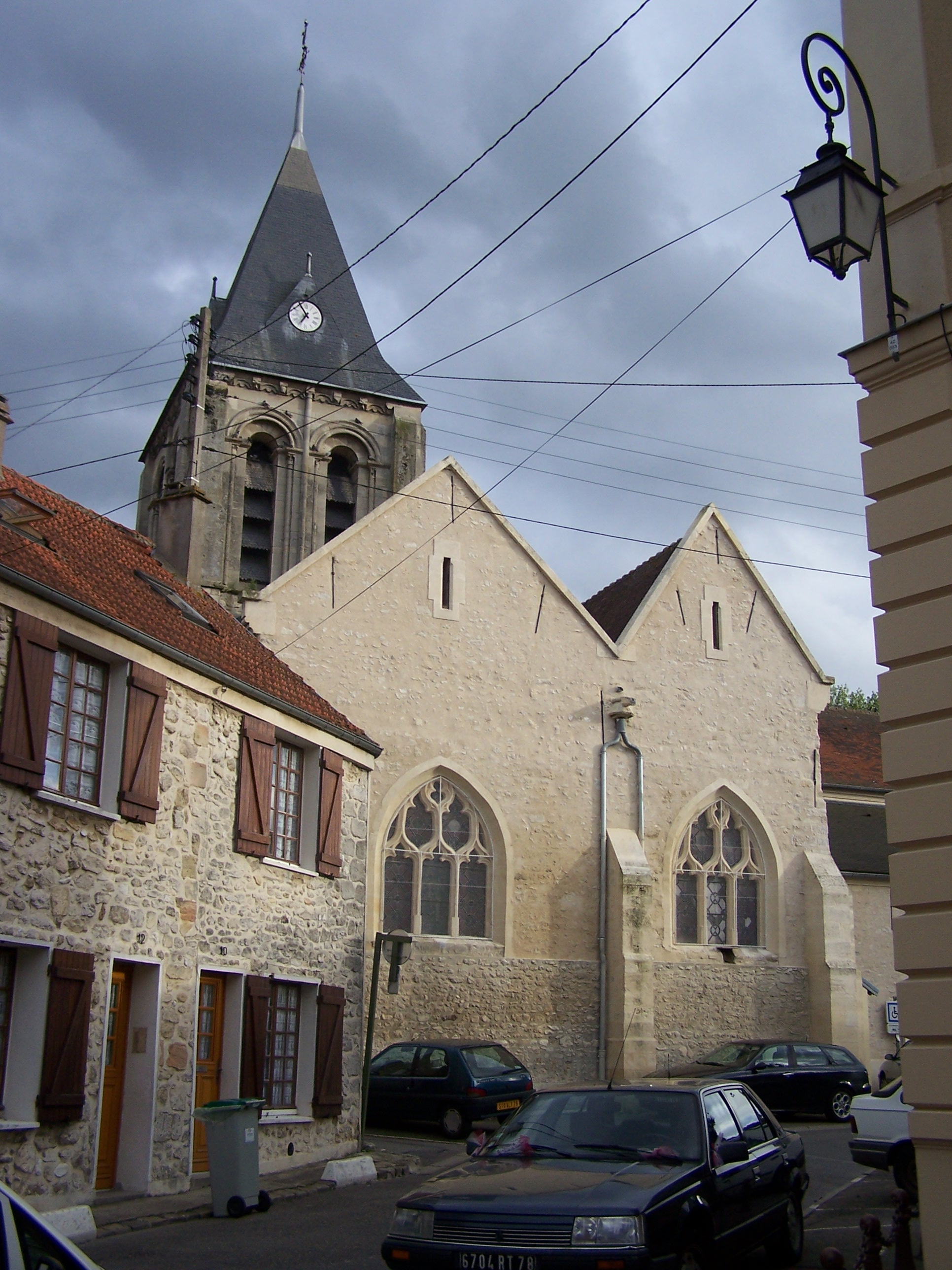
L'église Saint-Germain au cœur du vieux village, façade ouest.

Si la première mention écrite sur Villepreux remonte à une charte de Charles le Chauve datée de 856, cela n’exclut pas l’existence d’habitants avant cette époque comme l’atteste la découverte d’un cimetière mérovingien en haut de la pépinière de l’école d’horticulture Le Nôtre, à la fin du XIXe siècle (aujourd’hui Centre de formation professionnelle).

### Seigneurs de Villepreux
Du XIe siècle à 1789, Villepreux compte 34 seigneurs successifs. Beaucoup d'entre eux relient l'histoire de la ville à la « Grande Histoire »,.
- On admet traditionnellement que les Montmorency puis leur branche cadette des sires de Montlhéry et Bray-sur-Seine, sont les premiers seigneurs de Villepreux aux Xe  et  XIe siècle (Thibaud File-Étoupe qui élève Montlhéry étant considéré comme le fils cadet de Bouchard Ier de Montmorency). Par mariage, ils deviennent aussi seigneurs en partie de Gometz (Essonne), Bures et La Ferté-Alais. Leur descendante Alix de Montlhéry apporte vers 1070 Villepreux à son mari Hugues Ier « Blavons » du Puiset (famille issue des Breteuil, vicomtes de Chartres). Leur fils cadet Guy, sire de Villepreux, épouse Liesse vicomtesse d'Étampes et dame de Méréville : leur fils Evrard Ier épouse Julienne héritière de La Ferté-Ernault/Arnaud au XIIe siècle.
- Les sires du Puiset furent, dans le cadre des croisades, comtes de Jaffa et seigneurs de Bira (al Bîra alias Bîrejik, sur l’Euphrate).
- Constance de Courtenay, dame de Villepreux (morte en 1231) par son union avec un des petits-fils d'Evrard et Julienne, Guillaume II (fils d'Ernaud Ier), était petite-fille de Louis le Gros et sœur de l'empereur latin de Constantinople, Pierre II de Courtenay. Guillaume et Constance ont trois fils, morts jeunes, et semble-t-il une fille, Alix, qui transmet La Ferté-Arnaud à son mari Hervé de Brezolles (des seigneurs de Châteauneuf-en-Thymerais). Succède à Villepreux le frère de Guillaume : Evrard II, dont les descendants auront Villepreux (notamment à la fin du XIIIe siècle puis au début du XIVe siècle, deux frères sont co-seigneurs de Villepreux : Hervé et Robert, fils d'Evrard III (le fils d'Evrard II), puis leurs propres fils Pierre et Jean). Finalement, ce sont les descendants de Pierre qui porteront Villepreux (et peut-être La Ferté-Arnaud). Pierre "de Villepreux" ou "de La Ferté" était aussi appelé "de Maizelan" (ou Mésalent, Mézelan...), aux alentours de 1300. Il était aussi dit "de Richebourg", du nom de sa première femme, Eve de Richebourg de Civry-la-Forêt.
- La succession de Pierre vint de son deuxième mariage avec Mahaut de Poissy, sœur de Robert IV de Poissy seigneur de Fresne(s) : leur fille Philippa de Mézelan dame de Villepreux (et aussi de Fresne en partie et de La Ferté-Arnaud ?) épouse Jean de Vendôme-Montoire (branche des seigneurs de La Châtre-sur-le-Loir), d'où Amaury de Vendôme époux de Marie de Dreux, héritière en partie des seigneurs de Châteauneuf-en-Thymerais, vicomtes de Dreux), dame de Dampierre-sur-Blévy à Maillebois, qui lui transmet peut-être La Ferté-Arnaud (à moins que cette dernière vienne de la lignée du Puiset < Mésalent < Vendôme ?). Alors que le fils d'Amaury et Marie, Robert de Vendôme, continue la lignée des sires de La Ferté (renommée La Ferté-Vidame à la suite de son mariage avec Jeanne héritière du vidamé de Chartres), leur fille Jeanne de Vendôme épouse Jean ou Yves de Vieuxpont de Courville, et leur fille Jacqueline de Vieuxpont épouse Jehan Hutin Le Baveux de Garencières, seigneur de Fresne par son premier mariage avec Mathilde de Poissy. Leur fille Jeanne « La Baveuse » transmet Fresne aux d'O, ayant épousé Robert d'O (mort en 1415 à Azincourt), mais elle vend en 1473 Villepreux à Nicolas (La) Balue.
- Désormais le frère du cardinal Jean de la Balue, celui que l’imagerie populaire représente emprisonné par Louis XI dans une cage suspendue, est seigneur de Villepreux. Lui succèdent au XVIe siècle son fils Jean et son petit-fils Claude. En 1573, la veuve de Claude vend à Albert de Gondi maréchal-duc de Retz. Saint Vincent de Paul vécut longtemps à Villepreux étant précepteur des Gondi, et il y fit venir Louise de Marillac. Les Gondi tiennent Villepreux jusqu'au cardinal de Retz, petit-fils d'Albert, qui vend à Clémence Francini en 1664. Mais celle-ci doit revendre en 1673 à Édouard-François Colbert, comte de Maulévrier, frère du grand Colbert. Villepreux passe ensuite à son fils François-Edouard puis à sa nièce Jeanne-Marie (fille du grand Colbert), épouse de Charles-Honoré d'Albert duc de Luynes et de Chevreuse, qui vend à Louis XIV en 1705.
- Celui-ci cède en 1706 au neveu de Clémence Francini, Pierre-François Francine (1er comte de Villepreux en 1707). Les Francine (Francini), comtes de Villepreux en 1707, sont les fontainiers du roi, intendants des eaux et fontaines de France et créateurs des jeux d’eau du château de Versailles. François-Henri et Thomas-François, les fils et petit-fils de Pierre-François, sont les 2e et 3e comtes de Villepreux, mais Thomas vend en 1768 à Louis XV. Il vend en 1773 à Didier Mesnard comte de Chouzy, mais Louis XVI retrouve Villepreux dès 1776.

### La Haie Bergerie
La conception de l'ensemble appelé la « Haie Bergerie » constitue un témoignage d'expérience urbanistique apparue en France au début des années 1960.
Ce quartier fait en effet partie du schéma directeur de la région Île-de-France mis en place par le général de Gaulle et Georges Pompidou en 1966. C'est sous l'égide de Paul Delouvrier que Jacques Riboud entreprend la réalisation du quartier de la Haie Bergerie. Dès sa conception, des artistes (Robert Lesbounit pour les fresques et Gérard Ramon pour les sculptures) ont participé à la décoration de la ville. À une époque où on préférait les collectifs à étages pour les villes, les promoteurs et concepteurs de la Haie Bergerie se sont plutôt inspirés des constructions qui se faisaient en Angleterre, axées sur les maisons individuelles, en essayant de satisfaire l'urbaniste et l'habitant, et ont tenté de corriger les inconvénients liés aux grands ensembles. Des édifices publics ont également été construits, alors qu'ils faisaient souvent défaut dans les grands ensembles.
Afin de réduire les coûts de construction, l'église de Villepreux est encastrée dans des bandes de logements individuels à trois niveaux, l'éclairage de la façade est assuré par des sheds décorés à la manière des vitraux.
Le théâtre de 370 m2, encadré par 15 logements individuels, a été construit suivant le même principe. Il peut recevoir 400 spectateurs et être utilisé pour les réunions et les sports couverts (basket, volley-ball). L'hôtel de ville est également conçu suivant les mêmes principes. Les édifices utilitaires sont, à cette époque, souvent disgracieux, c'est pourquoi dans le quartier de la Haie Bergerie une solution fut recherchée pour embellir la vue des passants. Le transformateur de la Haie Bergerie de 175 m2 possède une décoration, de Robert Lesbounit, en bas-relief, réalisé au moyen d'un enduit de ciment épais, découpé et taillé en creux avant d'être peint ton sur ton. Les quatre côtés ont respectivement pour thème : l'Énergie, le Pétrole, la Construction et l'Électricité. Au-delà des lieux de réunion, pour apporter une contribution à la vie de la communauté des cafés combinant la formule du café français et du drugstore américain ont été construits. Le café comporte un bar, une terrasse et un comptoir où sont vendus des objets d'usage courant.

## Politique et administration

### Rattachements administratifs et électoraux
Rattachements administratifs
Antérieurement à la loi du 10 juillet 1964, la commune faisait partie du département de Seine-et-Oise. La réorganisation de la région parisienne en 1964 fit que la commune appartient désormais au département des  Yvelines et à son arrondissement de Saint-Germain-en-Laye, après un transfert administratif effectif au 1er janvier 1968. Le 1er janvier 2017, la commune est rattachée à l'arrondissement de Versailles.
Rattachements électoraux
Pour l’élection des députés, elle fait partie de la troisième circonscription des Yvelines.
Elle faisait partie depuis 1793 du canton de Marly-le-Roi du département de Seine-et-Oise. Lors de la mise en place du Val-d'Oise, elle est rattachée en 1967 au canton de Saint-Nom-la-Bretèche. Dans le cadre du redécoupage cantonal de 2014 en France, la commune intègre le canton de Saint-Cyr-l'École.
Les personnalités exerçant une fonction élective dont le mandat est en cours et en lien direct avec le territoire de Villepreux sont les suivantes :
| Élection             | Territoire                      | Titre                      | Nom                              | Tendance politique |  | Début de mandat | Fin de mandat |
| -------------------- | ------------------------------- | -------------------------- | -------------------------------- | ------------------ |  | --------------- | ------------- |
| Municipales 2020     | Commune de Villepreux           | Maire de Villepreux        | Jean-Baptiste Hamonic            | MoDem              |  | juillet 2020    | mars 2026     |
| Départementales 2015 | Canton de Saint-Cyr-l'École     | Conseillers départementaux | Philippe Benassaya et Sonia Brau | LR                 |  | mars 2015       | mars 2021     |
| Législatives 2017    | 3e circonscription des Yvelines | Députée                    | Béatrice Piron                   | LREM               |  | septembre 2020  | juin 2022     |

### Intercommunalité
La ville fait partie avec 11 autres communes de la communauté d'agglomération de Saint Quentin en Yvelines depuis 2016.

### Tendances politiques et résultats
Élections présidentielles
Résultats des deuxièmes tours :
- Élection présidentielle de 2012[25] : 51,66 % pour François Hollande (PS), 48,34 % pour Nicolas Sarkozy (UMP). Le taux de participation était de 81,93 %.
- Élection présidentielle de 2017[26] : 76,74 % pour Emmanuel Macron (REM), 23,26 % pour Marine Le Pen (FN). Le taux de participation était de 77,36 %.

Élections législatives
Résultats des deuxièmes tours :
- Élections législatives de 2012[27] : 56,59 % pour Fabienne Gelgon-Bilbault (PS), 43,41 % pour Henri Guaino (UMP). Le taux de participation était de 56,48 %.
- Élections législatives de 2017[28] : 66,70 % pour Béatrice Piron (LREM), 33,30 % pour Philippe Brillault (LR). Le taux de participation était de 44,38 %.

Élections européennes
Résultats des deux meilleurs scores :
- Élections européennes de 2014[29] : 20,57 % pour Alain Lamassoure (UMP), 17,85 % pour Aymeric Chauprade (FN). Le taux de participation était de 45,49 %.
- Élections européennes de 2019[30] : 29,41 % pour Nathalie Loiseau (LREM), 16,88 % pour Yannick Jadot (EÉLV). Le taux de participation était de 55,72 %.

Élections régionales
Résultats des deux meilleurs scores :
- Élections régionales de 2015[31] : 46,48 % pour Valérie Pécresse (UMP), 39,81 % pour Claude Bartolone (PS). Le taux de participation était de 55,96 %.

Élections départementales
Résultats des deux meilleurs scores :
- Élections départementales de 2015[32] : 58,66 % pour Philippe Benassaya et Sonia Beau (UMP), 41,34 % pour Fabienne Gelgon-Bilbault et Jean-Philippe Malle (PS). Le taux de participation était de 41,30 %.

Élections municipales
Résultats des deuxièmes tours ou du premier tour si dépassement de 50 % :
- Élections municipales de 2014[33] : 63,29 % pour Stéphane Mirambeau (DVD), 36,71 % pour Fabienne Gelgon-Bilbault (DVG). Le taux de participation était de 59,44 %.
- Élections municipales de 2020[34] : 55,72 % pour Jean-Baptiste Hamonic (MoDem), 25,69 % pour Valérie Bain (DVC) et 18,59 % pour Stéphane Mirambeau (DVD). Le taux de participation était de 43,94 %.

### Politique locale
Stéphane Mirambeau, élu maire depuis 2008 et, en 2019, le seul maire LREM des Yvelines, a annoncé à l'été 2019 sa mise en retrait pour burn-out. Mis en cause par plusieurs plaintes pour harcèlement sexuel, et contesté à l'automne 2019 au sein de son conseil municipal, il annonce qu'il ne briguera pas de troisième mandat.
En 2020, Jean-Baptiste Hamonic, issu du MoDem remporte au second tour l'élection municipale. L'ancien maire, battu, ne siège pas au conseil municipal.

### Distinctions et labels
En 2010, la commune de Villepreux a été récompensée par le label « Ville Internet @@ ».
En 2011, elle a été récompensée par le label « Ville Internet @@@ » et  par le troisième prix des villes fleuries des Yvelines sur les communes de même strate.

### Jumelages
| Ville | Ville   | Pays | Pays     |
| ----- | ------- | ---- | -------- |
|       | Fulpmes |      | Autriche |

Ce jumelage est établi depuis 1967.

## Population et société

### Démographie

#### Évolution démographique
L'évolution du nombre d'habitants est connue à travers les recensements de la population effectués dans la commune depuis 1793. Pour les communes de plus de 10 000 habitants les recensements ont lieu chaque année à la suite d'une enquête par sondage auprès d'un échantillon d'adresses représentant 8 % de leurs logements, contrairement aux autres communes qui ont un recensement réel tous les cinq ans,.

En 2022, la commune comptait 11 568 habitants, en évolution de +6,54 % par rapport à 2016 (Yvelines : +2,72 %, France hors Mayotte : +2,11 %).
| 1793 | 1800 | 1806 | 1821 | 1831 | 1836 | 1841 | 1846 | 1851 |
| ---- | ---- | ---- | ---- | ---- | ---- | ---- | ---- | ---- |
| 856  | 801  | 805  | 810  | 599  | 690  | 669  | 646  | 638  |

| 1856 | 1861 | 1866 | 1872 | 1876 | 1881 | 1886 | 1891 | 1896 |
| ---- | ---- | ---- | ---- | ---- | ---- | ---- | ---- | ---- |
| 577  | 581  | 588  | 570  | 651  | 716  | 692  | 677  | 693  |

| 1901 | 1906 | 1911 | 1921 | 1926 | 1931 | 1936 | 1946 | 1954 |
| ---- | ---- | ---- | ---- | ---- | ---- | ---- | ---- | ---- |
| 632  | 607  | 641  | 621  | 665  | 710  | 708  | 714  | 853  |

| 1962  | 1968  | 1975  | 1982  | 1990  | 1999  | 2004  | 2006  | 2011  |
| ----- | ----- | ----- | ----- | ----- | ----- | ----- | ----- | ----- |
| 2 714 | 6 926 | 8 377 | 7 398 | 8 776 | 9 601 | 9 835 | 9 859 | 9 888 |

| 2016   | 2021   | 2022   | - | - | - | - | - | - |
| ------ | ------ | ------ | - | - | - | - | - | - |
| 10 858 | 11 150 | 11 568 | - | - | - | - | - | - |

#### Pyramide des âges
En 2018, le taux de personnes d'un âge inférieur à 30 ans s'élève à 39,3 %, soit au-dessus de la moyenne départementale (38,0 %). À l'inverse, le taux de personnes d'âge supérieur à 60 ans est de 19,1 % la même année, alors qu'il est de 21,7 % au niveau départemental.
En 2018, la commune comptait 5 361 hommes pour 5 614 femmes, soit un taux de 51,15 % de femmes, légèrement inférieur au taux départemental (51,32 %).
Les pyramides des âges de la commune et du département s'établissent comme suit.
| Hommes | Classe d’âge | Femmes |
| ------ | ------------ | ------ |
| 0,5    | 90 ou +      | 0,7    |
| 4,8    | 75-89 ans    | 7,1    |
| 12,2   | 60-74 ans    | 12,9   |
| 21,7   | 45-59 ans    | 21,5   |
| 19,7   | 30-44 ans    | 20,3   |
| 18,3   | 15-29 ans    | 16,4   |
| 22,7   | 0-14 ans     | 21,2   |

| Hommes | Classe d’âge | Femmes |
| ------ | ------------ | ------ |
| 0,6    | 90 ou +      | 1,4    |
| 6      | 75-89 ans    | 7,8    |
| 13,5   | 60-74 ans    | 14,8   |
| 20,7   | 45-59 ans    | 20,1   |
| 19,6   | 30-44 ans    | 19,9   |
| 18,5   | 15-29 ans    | 16,8   |
| 21,2   | 0-14 ans     | 19,2   |

### Enseignement

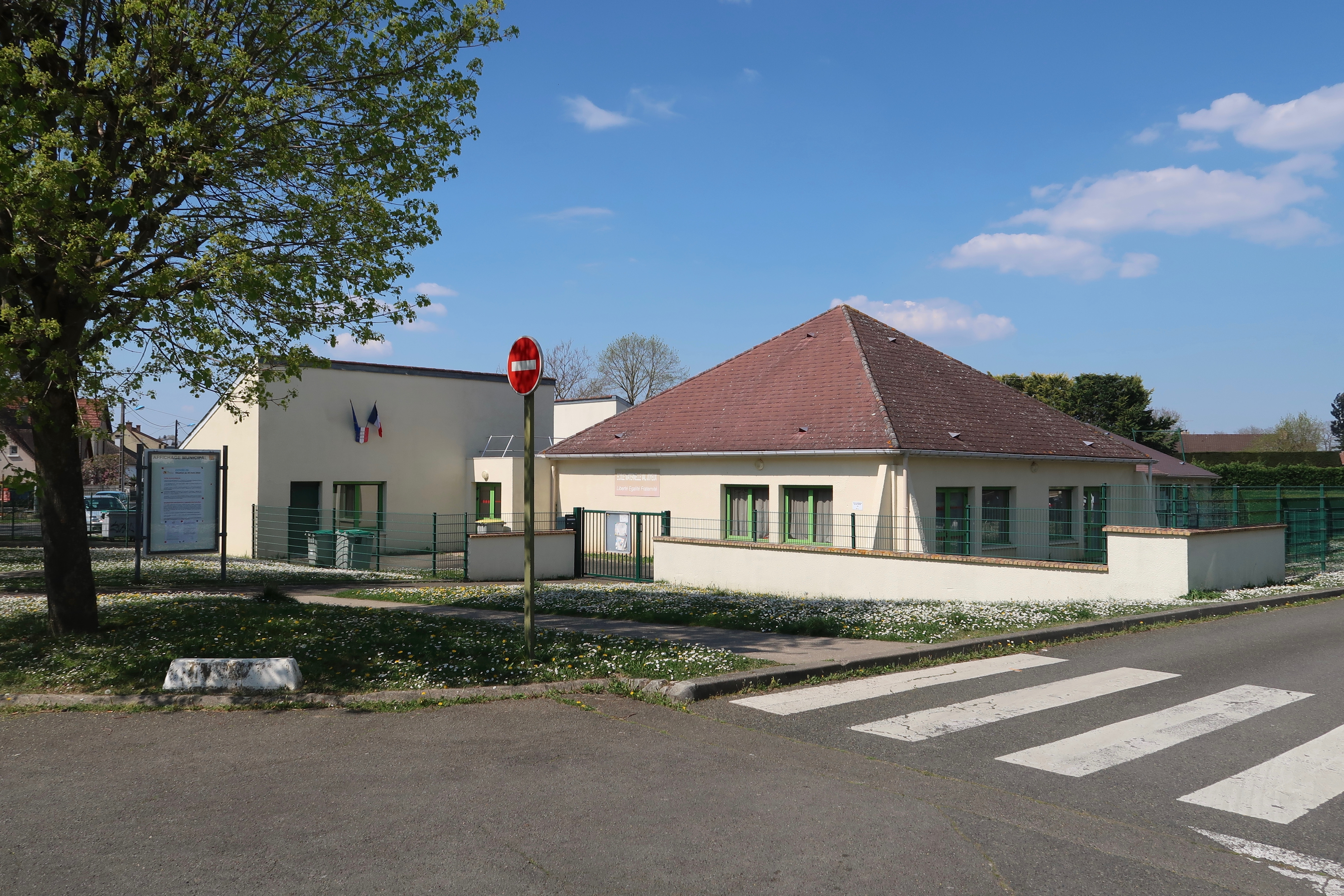
École maternelle du Val-Joyeux.

La commune relève de l'académie de Versailles. Les écoles sont gérées par l’inspection générale de l'inspection départementale de l’Éducation nationale de Versailles.
Villepreux reste une commune de taille moyenne dotée d'une quantité adaptée d'écoles maternelles et primaires, de son propre collège et d'un lycée[réf. nécessaire] :
- Enseignement primaire
  - Écoles maternelles : 3
  - Écoles primaires : 4
- Enseignement secondaire
  - Collège Léon-Blum : ce collège est voisin du lycée Sonia-Delaunay.
  - Lycée Sonia-Delaunay.

Des sections internationales sont également implantées à Montigny-le-Bretonneux (École japonaise de Paris), Saint-Germain-en-Laye (Lycée international de Saint-Germain-en-Laye) et Buc (Lycée franco-allemand de Buc). Les établissements universitaires sont situés à Paris et Versailles Saint-Quentin-en-Yvelines.

### Équipements

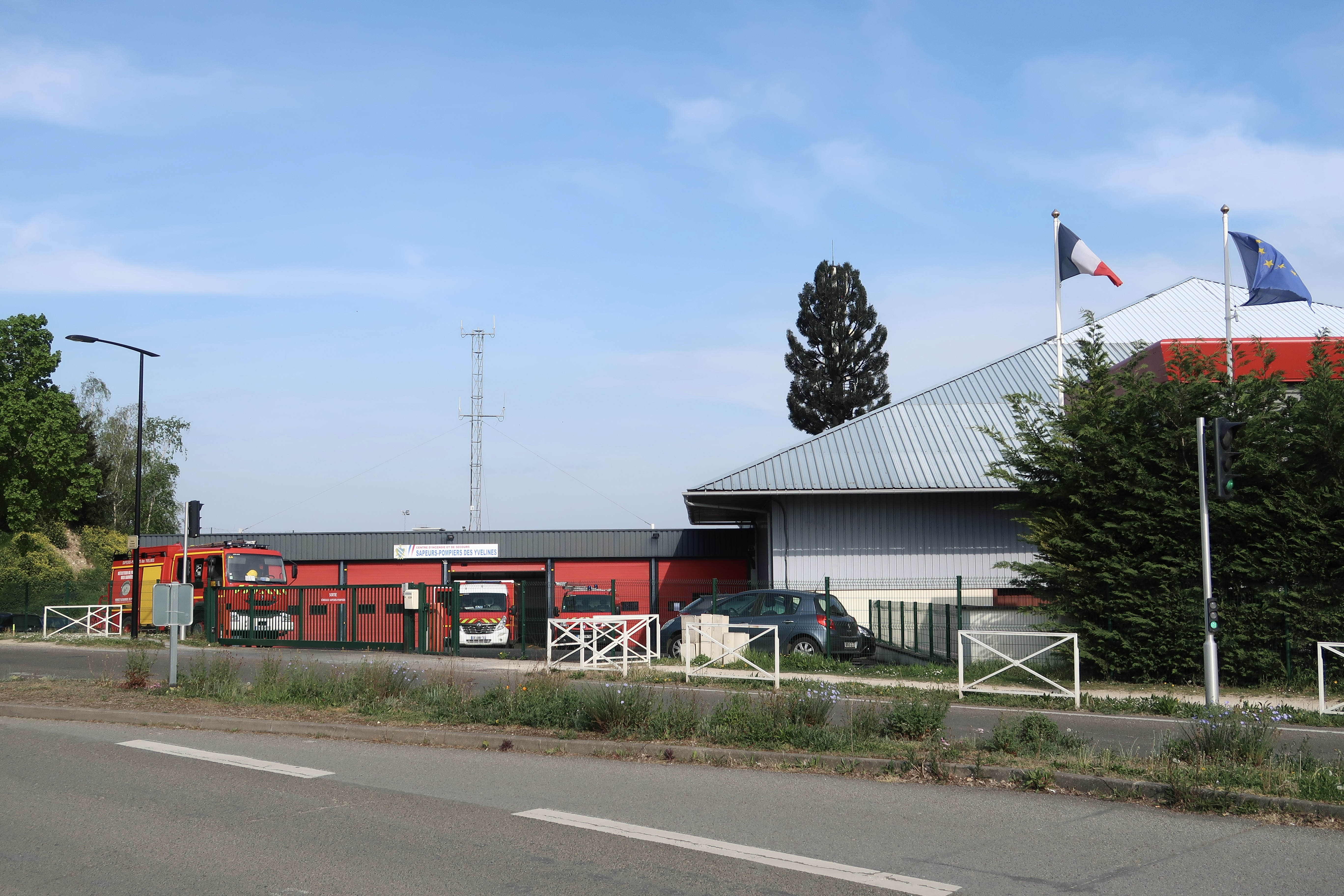
Caserne de pompiers de Villepreux.

La ville compte une caserne de pompiers.

### Sports
- Villepreux football club[48]

La commune disposait d'une piscine estivale ouverte en 1989, mais fermée après l'été 2023 en attendant de se reporter sur la piscine intercommunale des Clayes-sous-Bois alors en reconstruction.

## Économie
- Ville à dominante résidentielle
- Les commerces de proximité et le marché, dit « marché de la Plaine », donnent à la ville un attrait particulier, à moins d'une heure de Paris.
- Entreprises du secteur tertiaire et activités « vertes » (équitation, gastronomie, arts de la table, etc.).
- Agriculture (grande culture céréalière).

## Culture locale et patrimoine

### Lieux et monuments

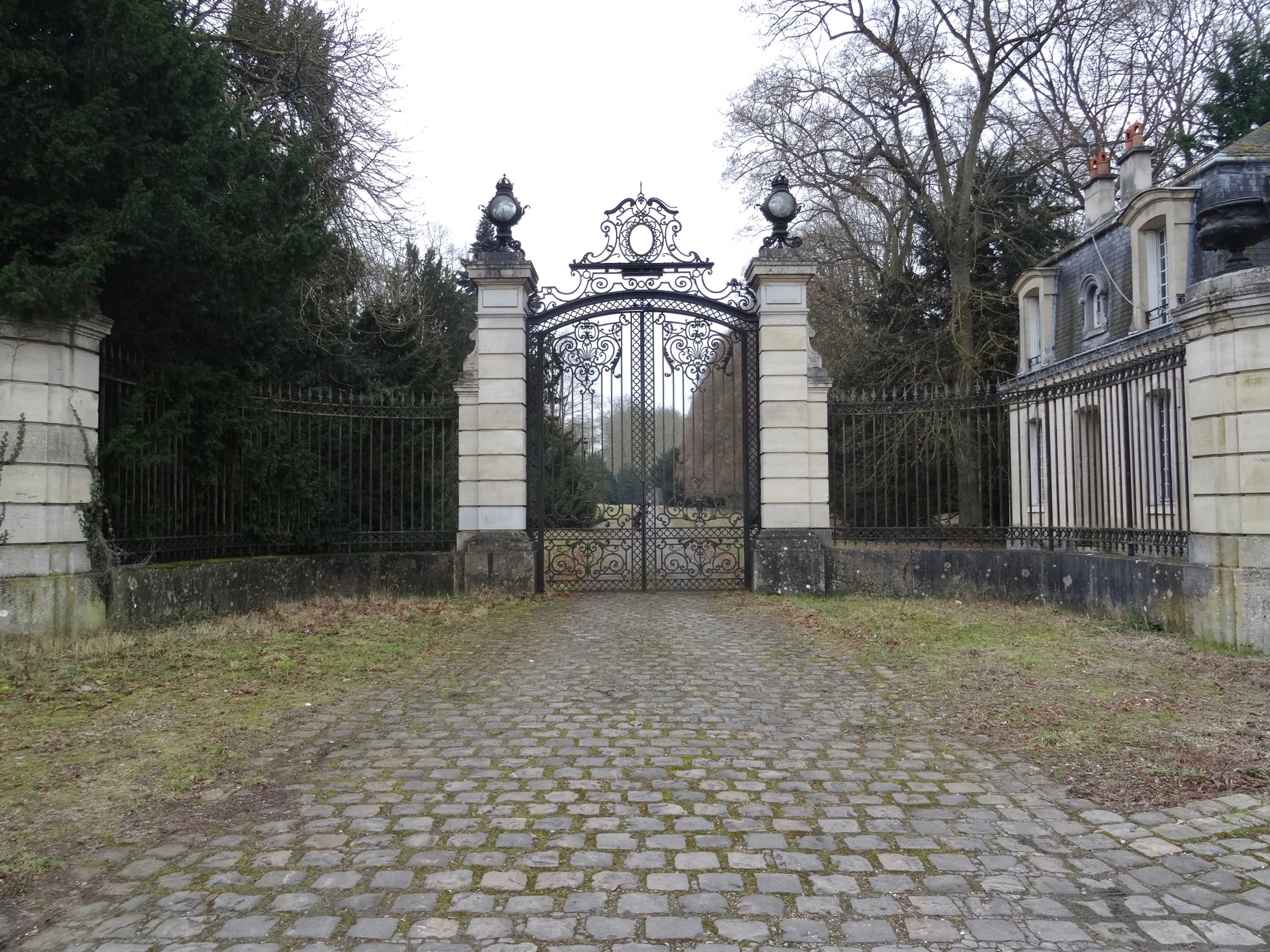
Le pavillon d'entrée du château des Gondi.

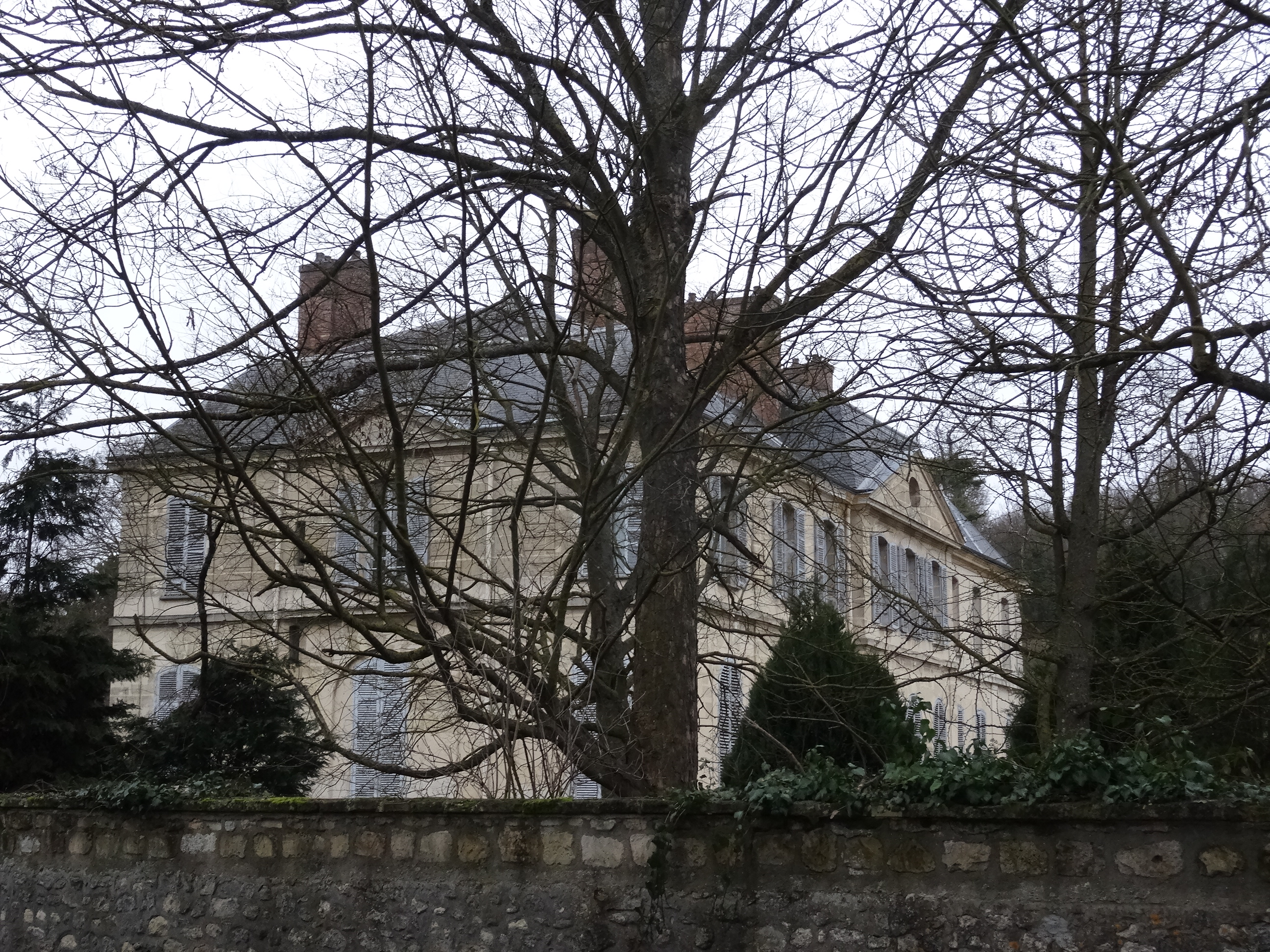
Le château de Grand'Maisons.

Le hangar agricole de Grand'Maisons.

- L'église Saint-Germain, XIIe siècle[50].
- Le château de Grand'Maisons[51],[52],  Inscrit MH (1970)[53].

Construit à partir de 1720 pour la famille Francini, créateurs des jeux d’eau de Saint-Germain-en-Laye, Fontainebleau et Versailles  ; il fut achevé au XIXe siècle.
- Le château des Gondi.

De l'ancien château du XVIIe siècle ayant appartenu à la famille Gondi ne reste plus que la grille et un pavillon d'entrée à la Mansart. Il est reconstruit en 1885 par Georges Nagelmackers, créateur de la Compagnie internationale des wagons-lits avec la ligne Paris-Vienne Constantinople, connue sous le nom de l'Orient-Express, en 1883. Sur les hauteurs du parc, il fait construire la demeure datant du XIXe siècle.
- La ferme de Grand'Maisons.

C'est aujourd'hui un centre de séminaires.
- La maison Saint-Vincent,  Inscrit MH (1975)[54].

Située dans le vieux village, ancienne demeure à encorbellement et colombages, elle fut la deuxième maison des Filles de la Charité, fondée par Saint Vincent de Paul et est aujourd'hui un lieu d'expositions, d'animations et de rencontres.
- L'église Saint-Vincent-de-Paul,  Inscrit MH (2020)[55]

Construite entre 1964 et 1968 par les architectes urbanistes Jacques Riboud et Roland Prédiéri. Son décor de façade en sgraffite est dû à Robert Lesbounit ; il met en scène la vie de saint Vincent de Paul.
- Statuettes de la rue Pierre-Curie.

Au-dessus de l'ancienne boulangerie, la statuette de saint Honoré, patron des boulangers et, en face, celles de saint Côme et saint Damien, martyrs chrétiens décapités à Tyr, respectivement patrons des chirurgiens et des pharmaciens.
- Plusieurs fresques de Robert Lesbounit faites dans les années 1960 sur certains bâtiments ou carrefours publics dispersées dans les quartiers de l'époque (Haie Bergerie, Marché, etc.).
- Hangar agricole cylindrique,  Inscrit MH (2010)[57].

Construction en voile de béton armé posé sur un unique appui central (1953) d'Alfred Hardy.
- L'« Orme à la blonde », situé à proximité immédiate de l'hôtel de ville, était un arbre sous lequel le roi François Ier rencontrait, nous dit-on, une de ses maîtresses, une jeune femme blonde[réf. nécessaire].
- La commune dispose de deux cimetières : l'ancien, près de la mairie, en face duquel se trouve le monument aux morts, et le cimetière du Val-de-Gally[58].

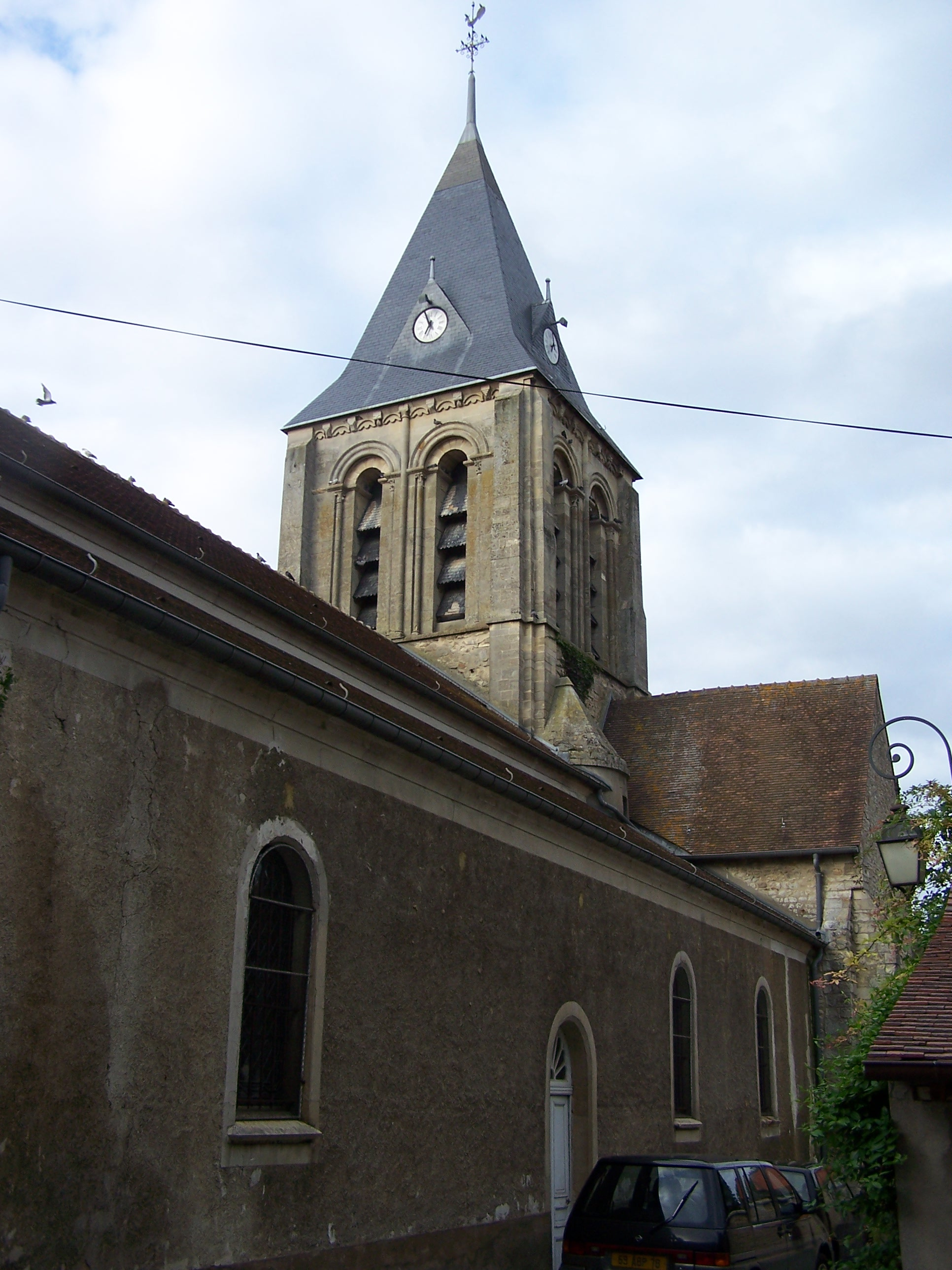
Église Saint-Germain, façade est.
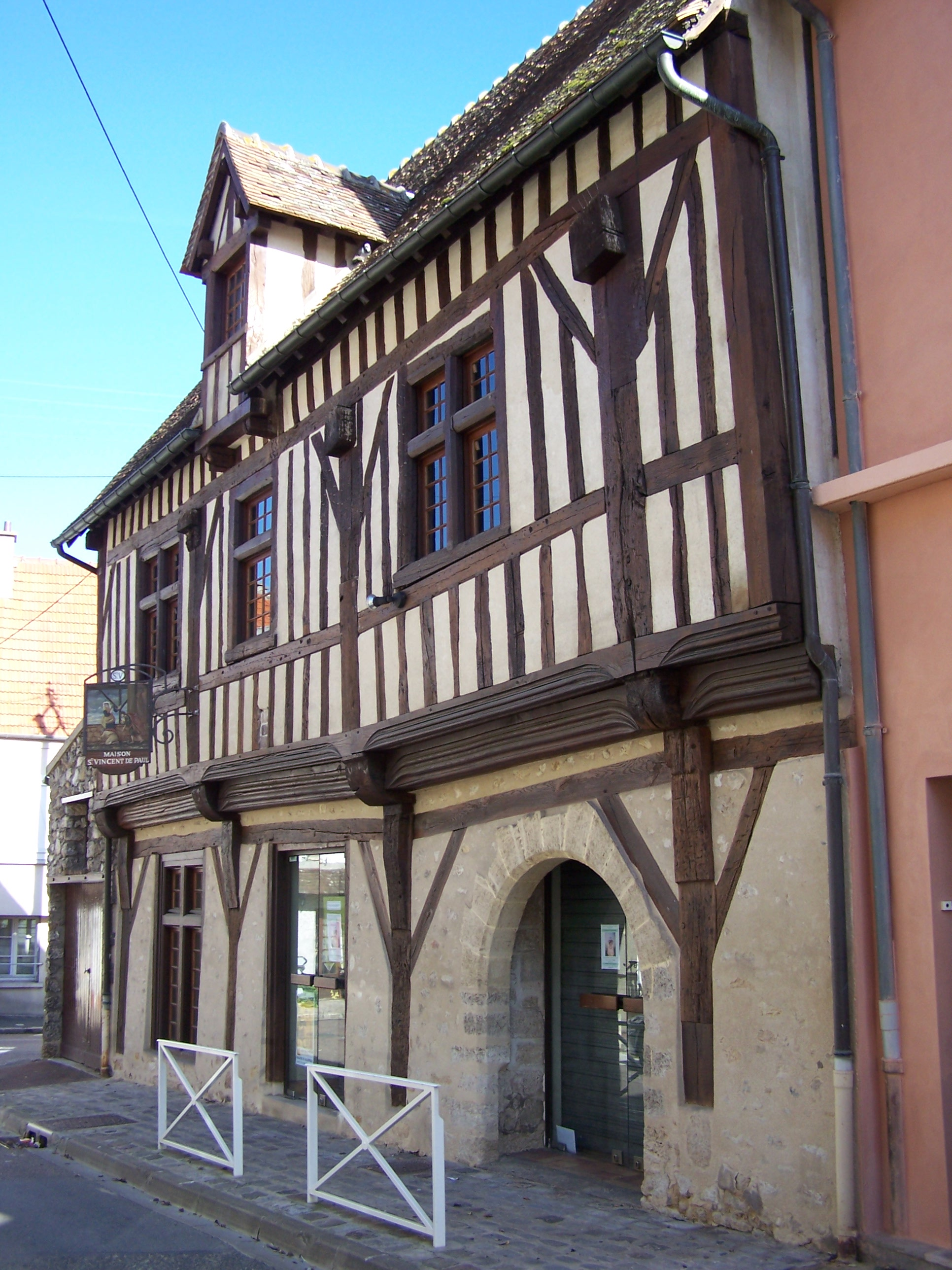
Maison Saint-Vincent.
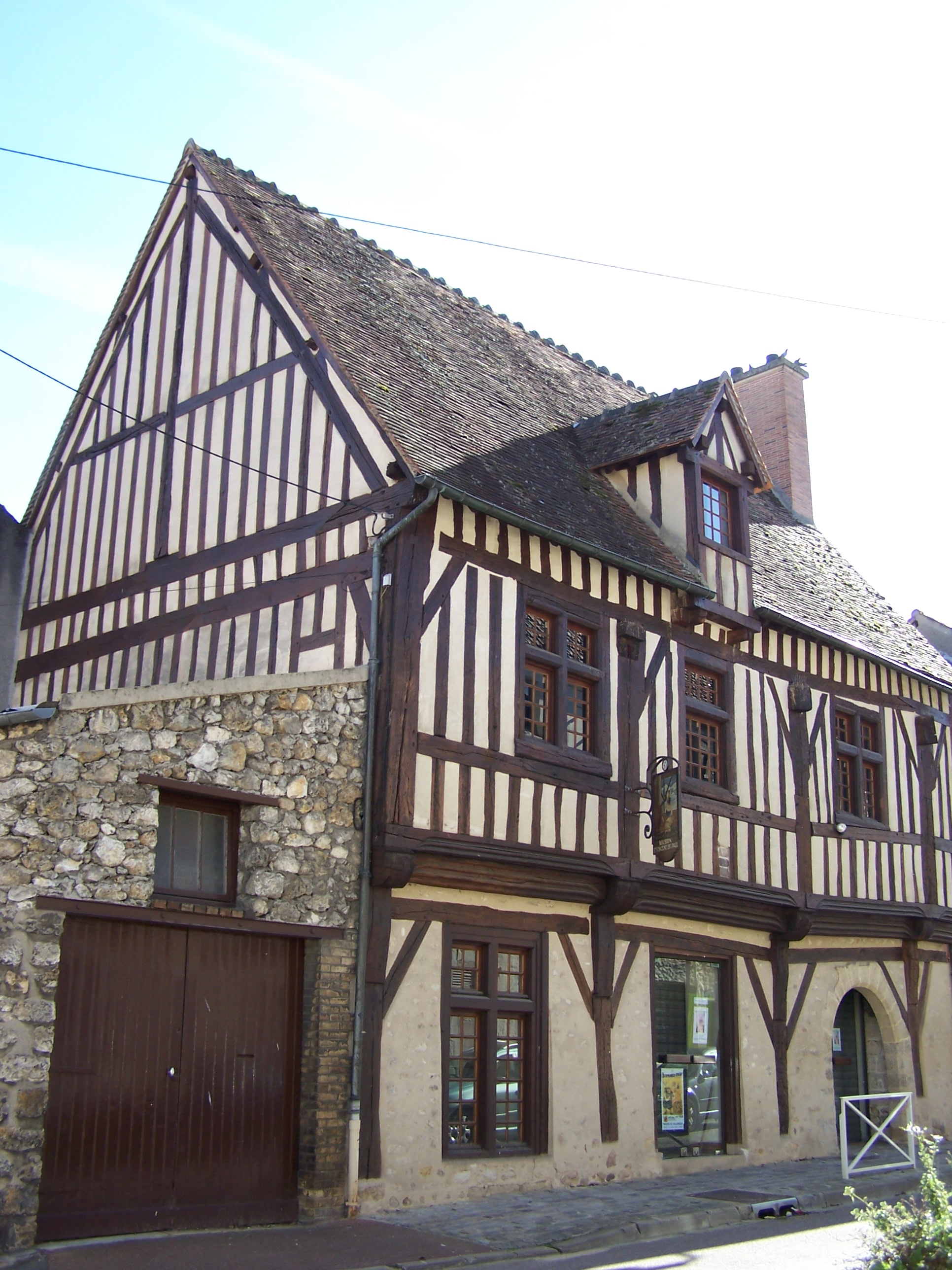
Maison Saint-Vincent.
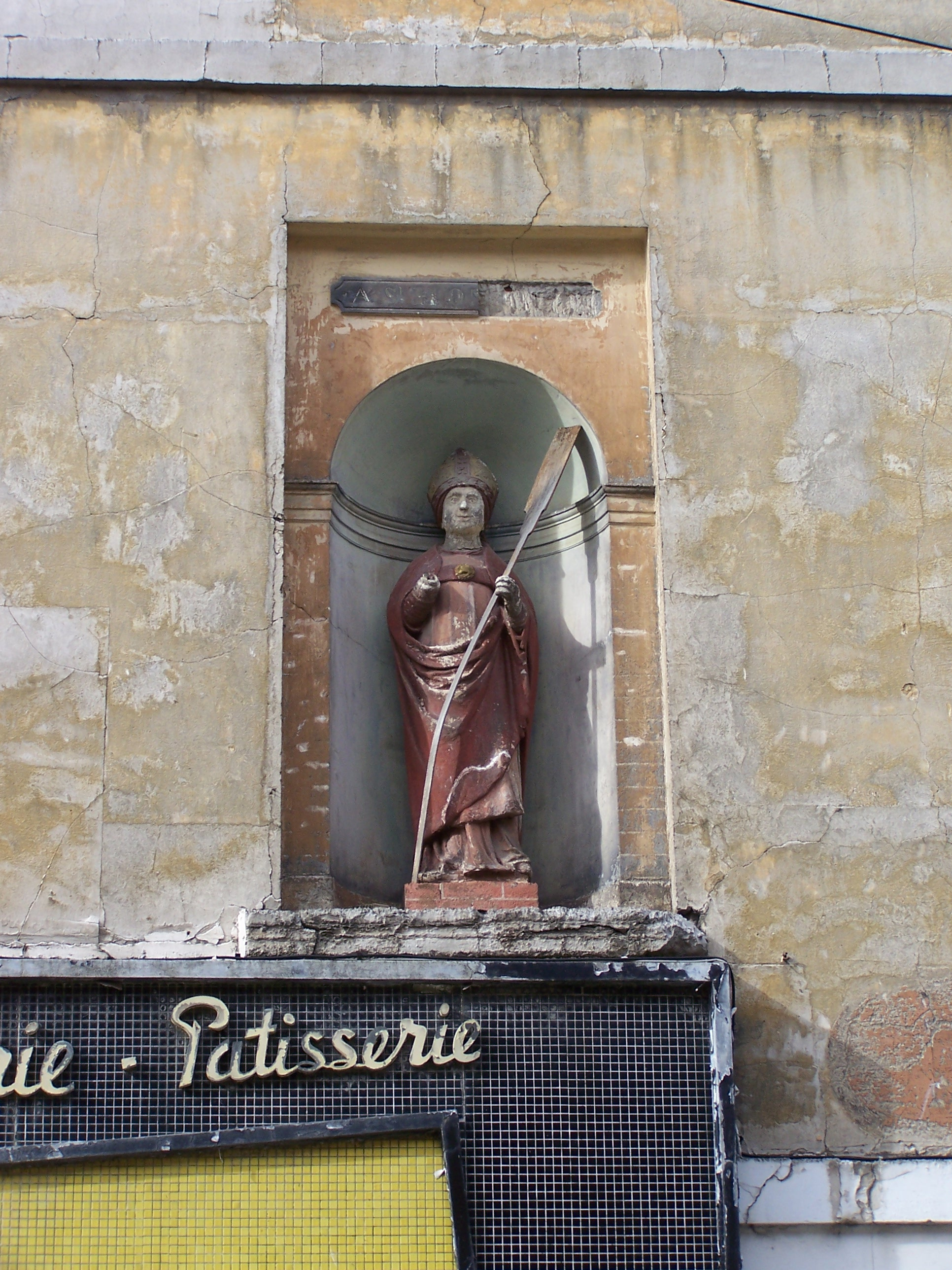
Statuette de Saint-Honoré.
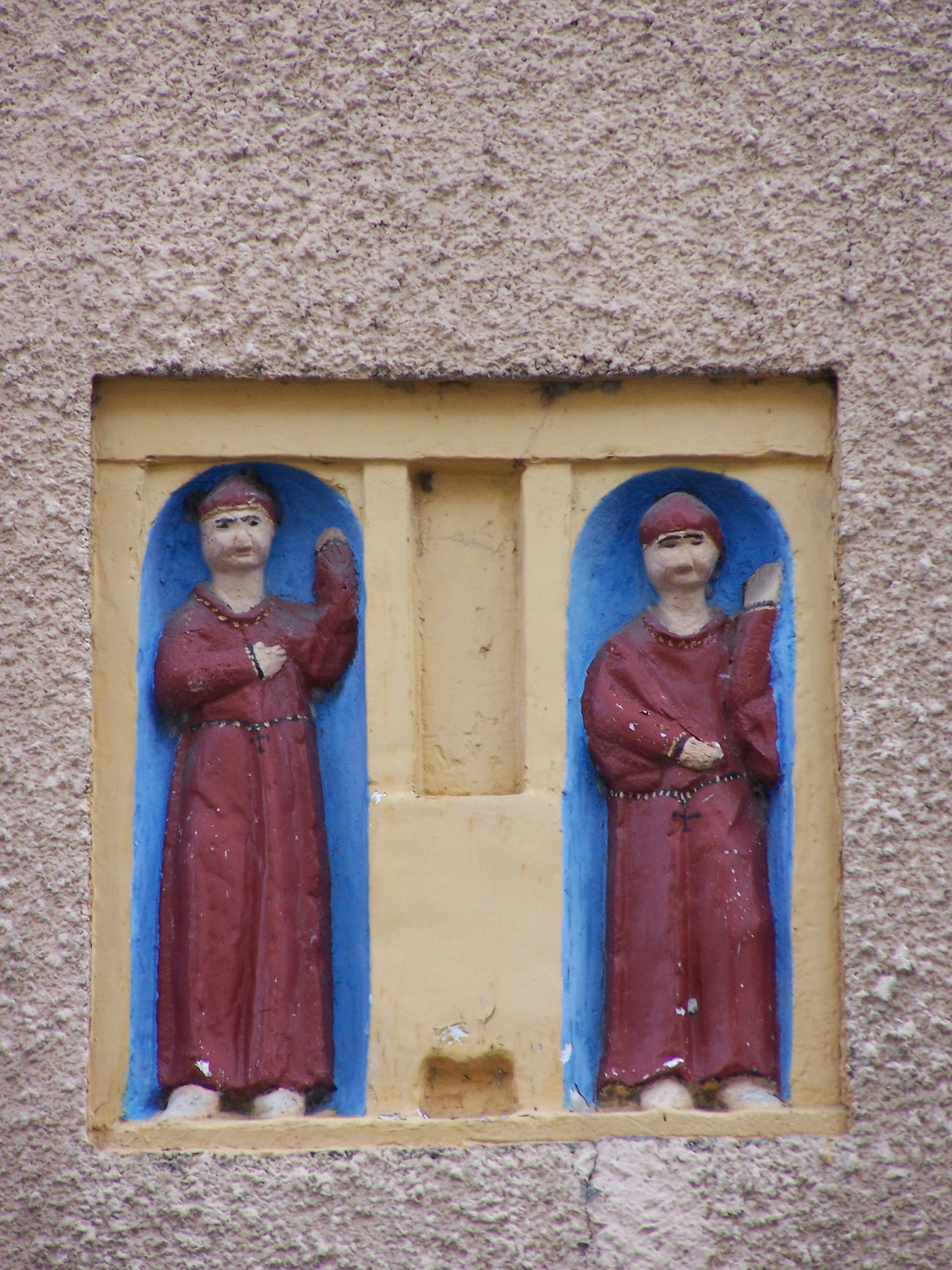
Statuettes de saints Côme et Damien.
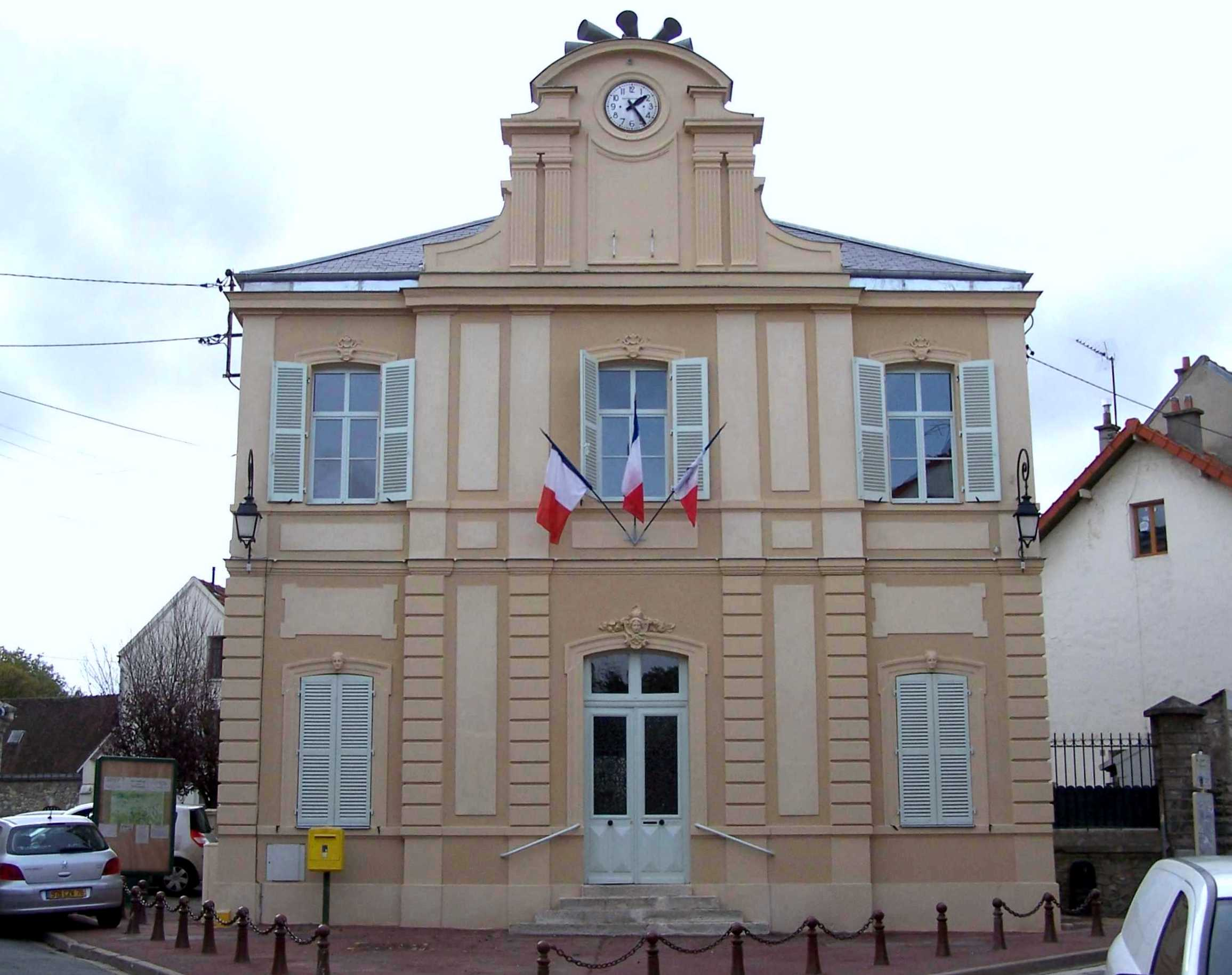
Maison de Fulpmes, ancienne mairie, au vieux village.
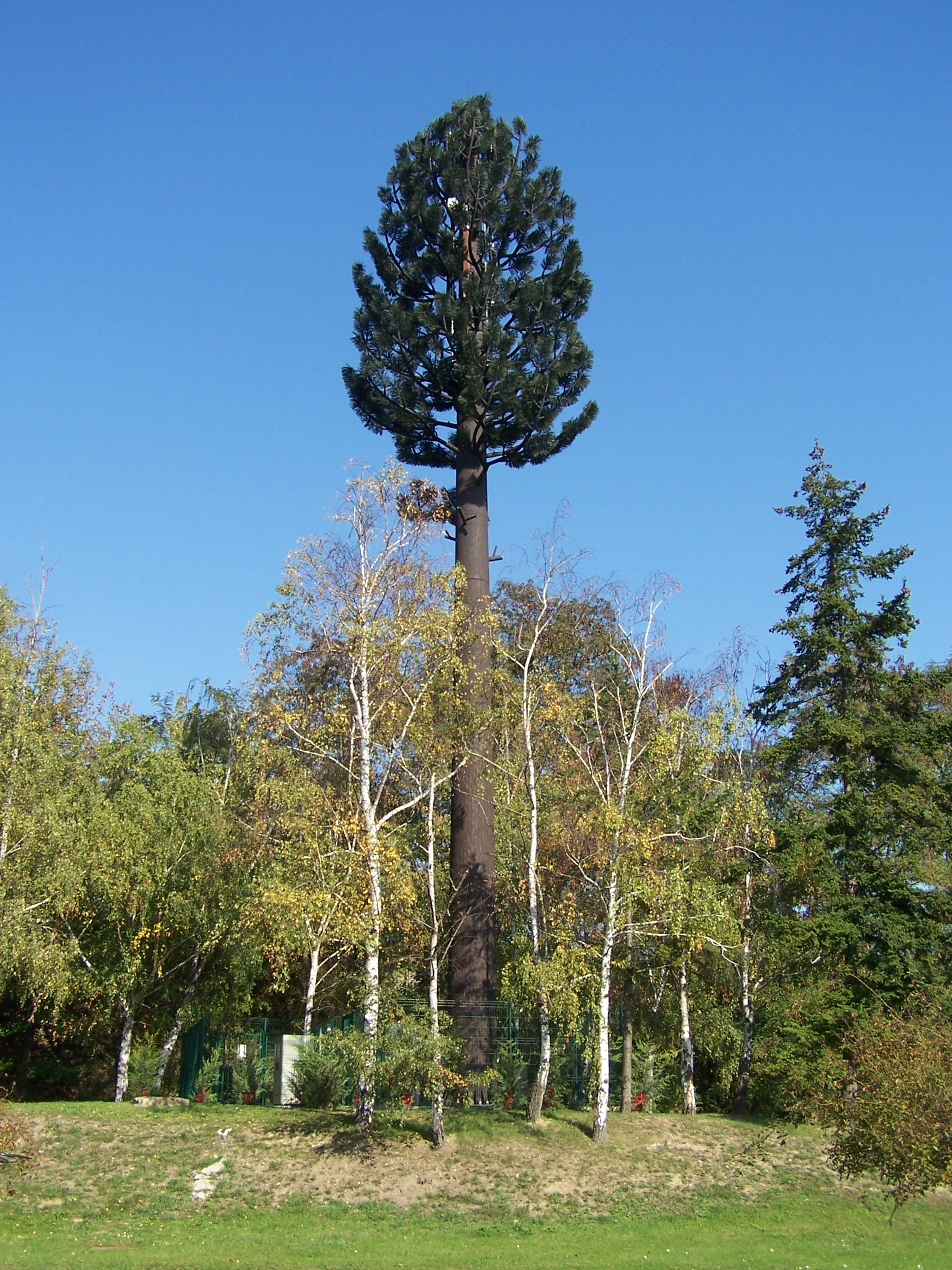
L'une des deux antennes arborisées, relais de téléphonie mobile.
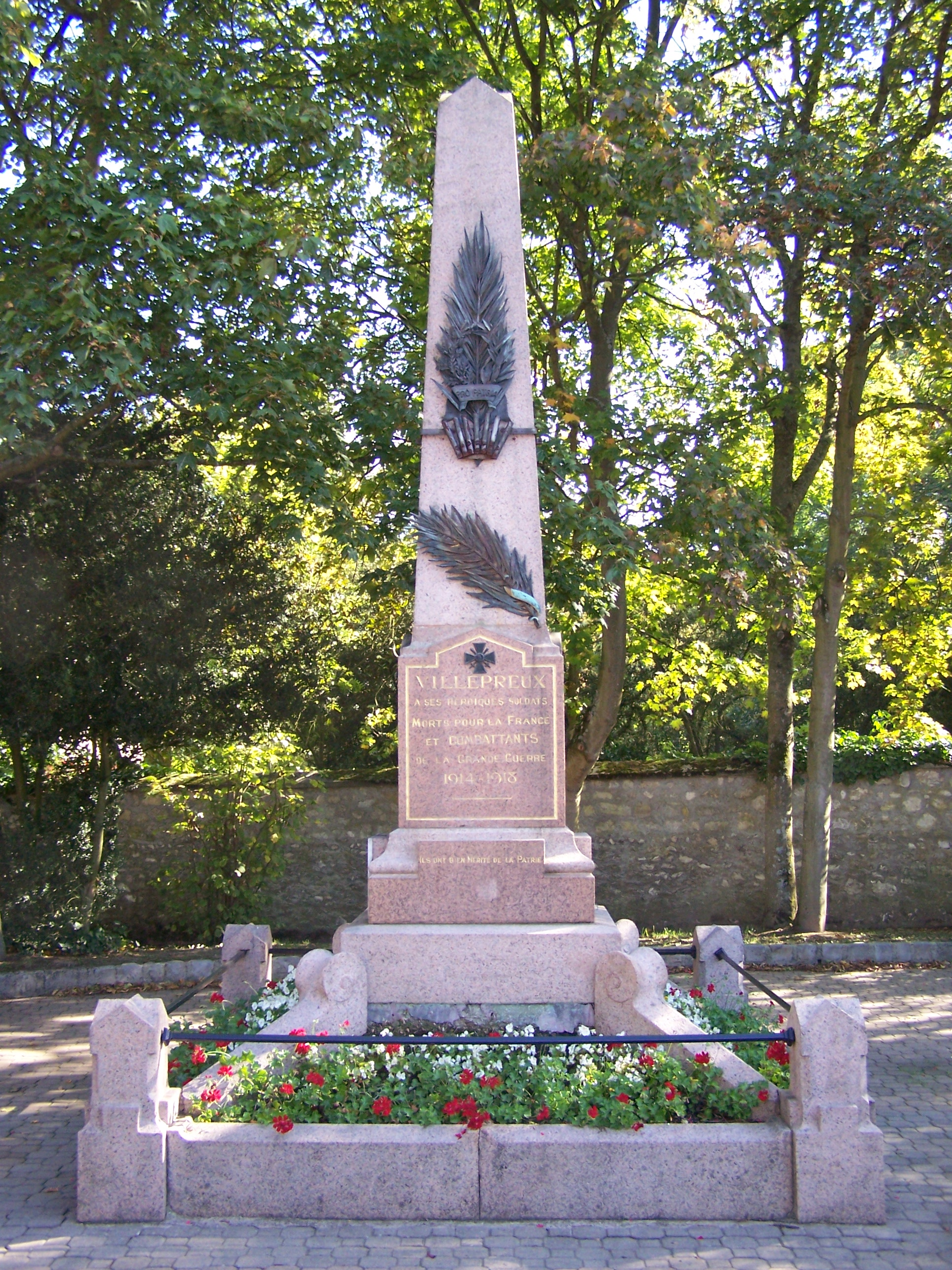
Monument aux morts.
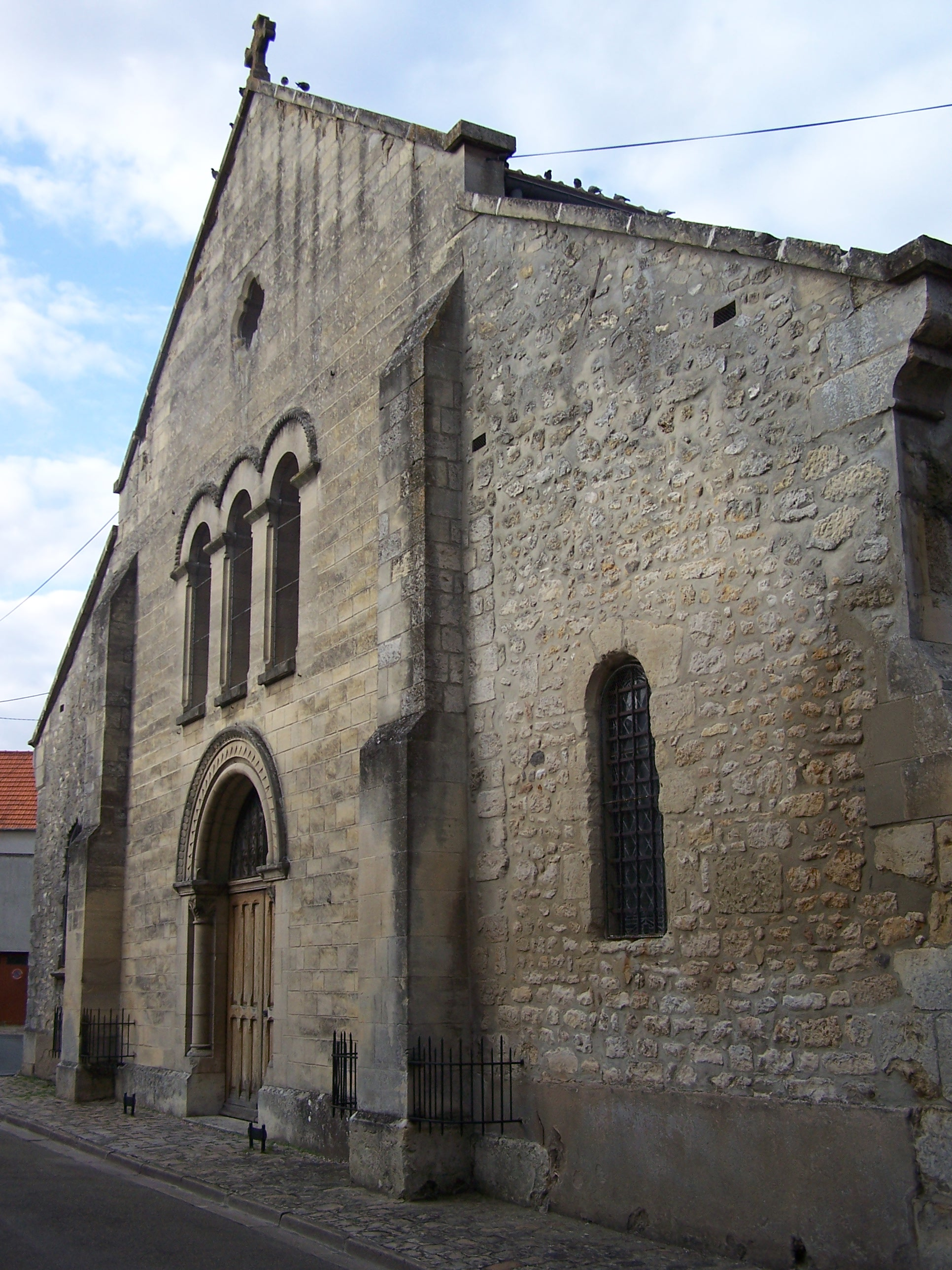
Façade sud de l'église Saint-Germain et porche d'entrée.
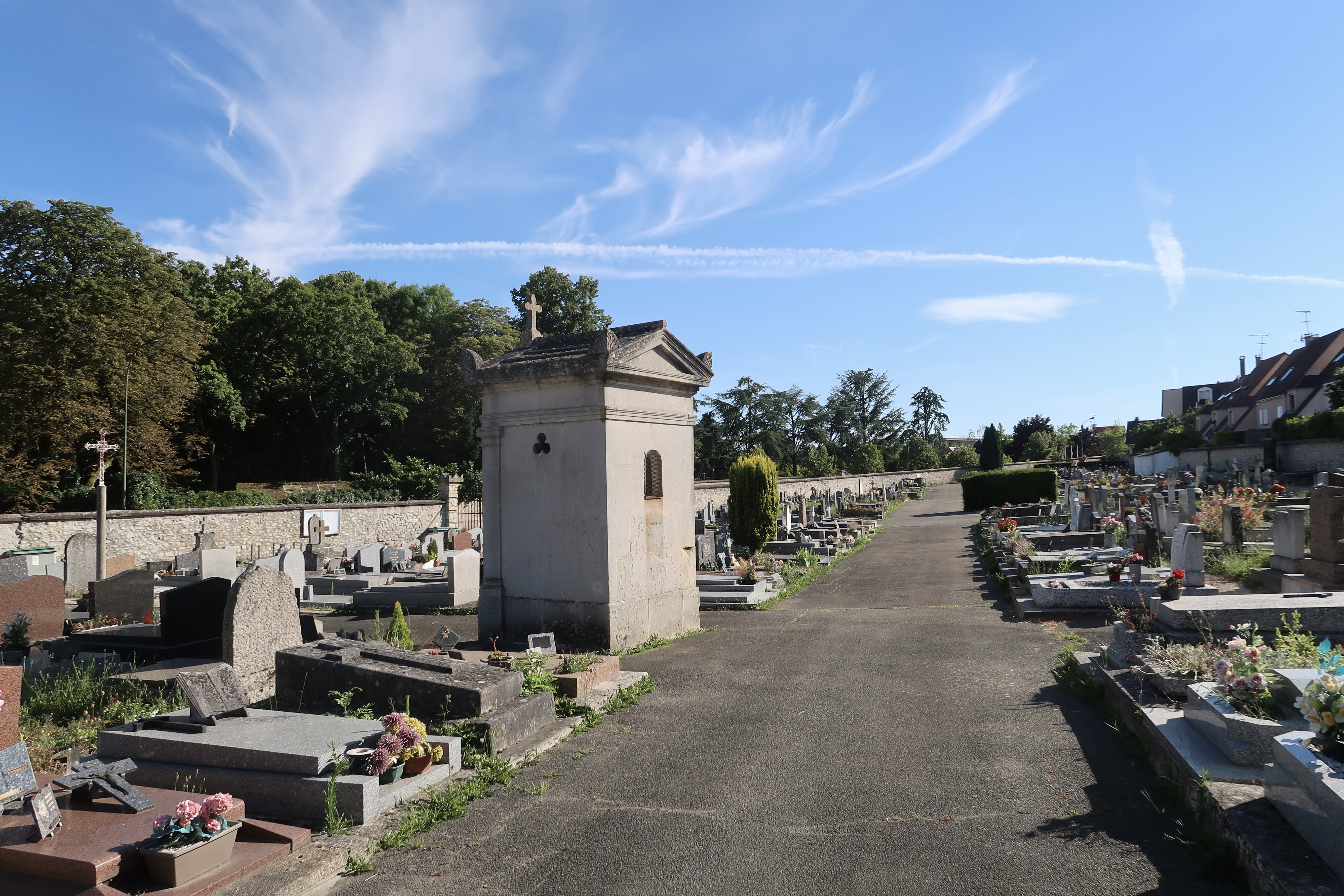
Cimetière ancien.

### Personnalités liées à la commune

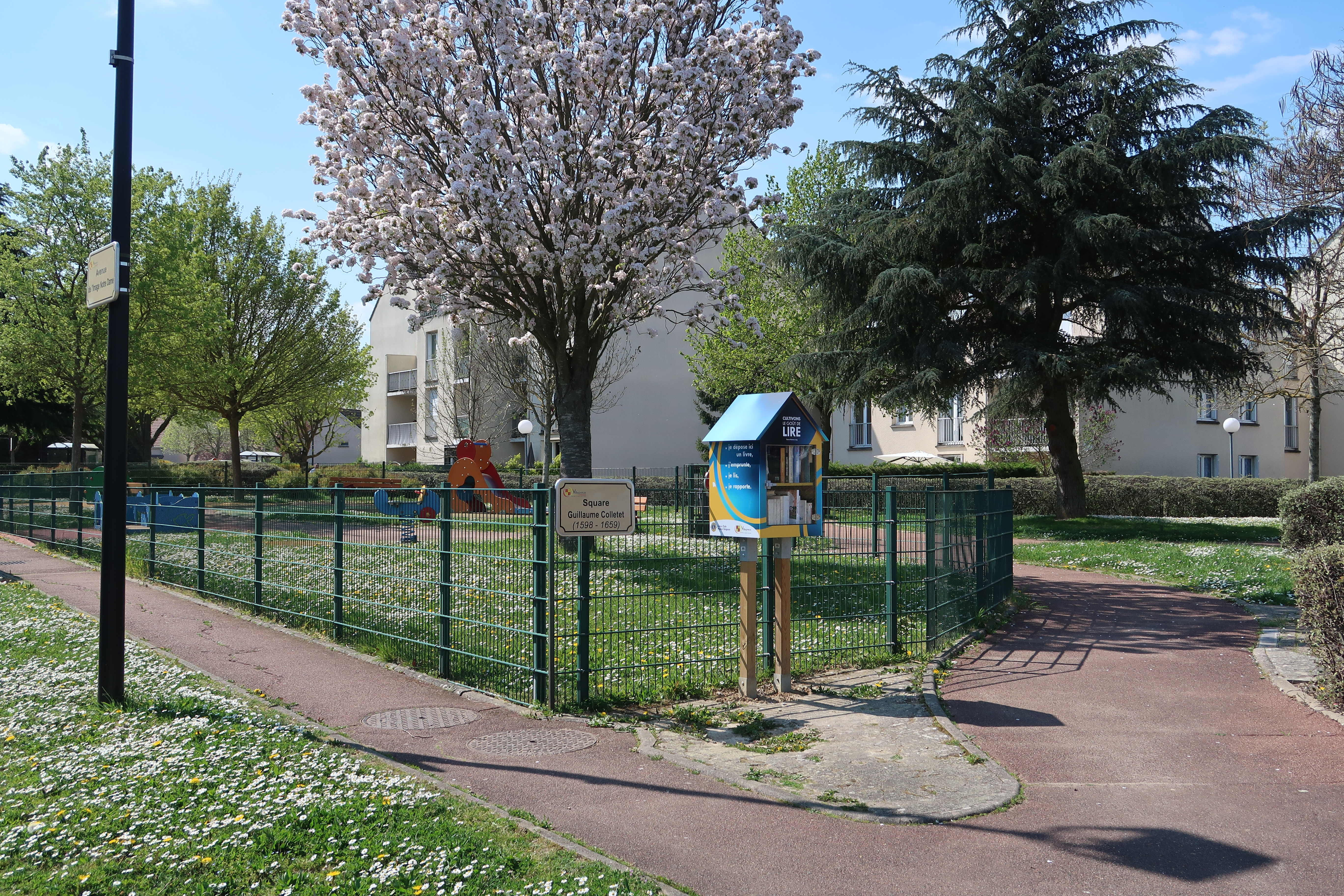
Square Guillaume-Colletet.

- Georges Bonjean (1848-1918), juge et philanthrope, mort en cette ville où il fonde à partir de 1912 « La Jeune France », œuvre sociale et artistique, sur un vaste domaine, La Villa Médicis Libre.
- Stanislas Brunet, professionnel de l'animation, a passé son enfance à Villepreux.
- Guillaume Colletet (1598-1659), poète. Il possédait un petit domaine au hameau du Val-Joyeux[59],[60]. Un square porte son nom depuis 2000, inauguré par Pierre Rosenberg, titulaire, comme Guillaume Colletet, du fauteuil no 23 de l'Académie française.
- La famille des Francini, créateurs des jeux d’eau de Saint-Germain-en-Laye, Fontainebleau et Versailles.
- Charles Géronimi (1895-1918), international français de football, né à Villepreux, mort à Souilly (Meuse) le 9 novembre 1918 (1 sélection le 8 février 1914 contre le Luxembourg)
- Emmanuel de Gondi.
- Joseph Guinard (1770-1839), député au Conseil des Cinq-Cents, né et mort à Villepreux.
- Robert Lesbounit (1904-1989), peintre et sculpteur. Il avait son atelier à Saint-Julien-du-Sault proche de Joigny et du château des Gondi ou Vincent de Paul était précepteur des enfants de Philippe Emmanuel de Gondi, comte de Joigny, général des galères.
- Georges Nagelmackers (1845-1905), créateur de la Compagnie internationale des wagons-lits, et de l'Orient-Express fit construire le nouveau château de Villepreux en 1885. Il y est décédé.
- Alexandre Okinczyc (1839-1886), médecin des pauvres ; il y mourut.
- Roland Prédiéri, (1927-2020), architecte et urbaniste français il a assisté Jacques Riboud et participé aux développement de Villepreux, Maurepas et Donges, où il a conçu les maisons du quartier de Trélagot qui seront assemblées par les habitants eux-mêmes.
- Jacques Riboud Industriel, créateur de l'Ecu, il fut aussi urbaniste et promoteur notamment du quartier de la Haie bergerie.
- Auguste Bertin de Veaux (1799-1879), général, y est mort.
- Saint Vincent de Paul fut précepteur dans la famille d'Emmanuel de Gondi dans l'ancien château de Villepreux et habita à Villepreux (1607-1617 ?).
- Joseph Bohdan Zaleski (1802-1886), poète romantique polonais ; il y mourut.

### Héraldique
| Armes de Villepreux | Les armes de Villepreux se blasonnent ainsi : écartelé, au premier et au quatrième de gueules aux trois besants d'argent, au deuxième et troisième d'or aux deux masses d'armes de sable passées en sautoir, liées de gueules. Ce blason est constitué à partir des armes de la famille de Gondi (d'or, à deux masses d'armes de sable, passées en sautoir et liées de gueules) et de celles de Guillaume de Villepreux - XIIIe siècle (de gueules à trois besants d'argent). |